# Ян, Василий Григорьевич
Васи́лий Григо́рьевич Ян (настоящая фамилия — Янчеве́цкий; 23 декабря 1874 года (4 января 1875 года), Киев — 5 августа 1954, Звенигород) — русский советский писатель, публицист, поэт и драматург, сценарист, педагог. Автор популярных исторических романов. Сын антиковеда Григория Янчевецкого, брат журналиста и востоковеда Дмитрия Янчевецкого.
После окончания историко-филологического факультета Петербургского университета в 1898 году начал карьеру журналиста и путешественника. В 1899—1901 годах совершил пешее путешествие по Европейской России и губерниям Малороссии, побывал в Великобритании. С 1902 года состоял на статской службе в Туркестане, в 1903—1904 годах побывал в длительной командировке по Хивинскому ханству и Бухарскому эмирату, Ирану и Афганистану. Во время Русско-японской войны был корреспондентом на Дальнем Востоке. В 1907 году совершил путешествие по Восточному Средиземноморью, побывал в Греции, Палестине, Египте. В 1908—1912 годах служил преподавателем латинского языка Первой Петербургской гимназии, активно занимался педагогической деятельностью. В 1908 году выпустил книгу очерков и статей «Воспитание сверхчеловека», отмеченную сильным влиянием ницшеанства; стоял у истоков скаутского движения в России, выпускал гимназический журнал «Ученик». В 1912 году занял пост корреспондента Петербургского телеграфного агентства в Константинополе, затем в Бухаресте. Дослужился до коллежского советника (1916), был награждён орденом Святой Анны III степени с мечами (1905) и орденом Святого Станислава II степени (1914). В 1918 году вернулся с семьёй в Россию. В 1918—1919 годах служил в Белой армии Колчака редактором фронтовой газеты и начальником бюро пропаганды.
После установления советской власти работал журналистом и учителем в Туве и Сибири, во время НЭПа служил в структурах Госбанка и планово-экономических учреждениях Узбекской ССР. Всё это время занимался любительскими театральными постановками, пьесы для которых создавал сам. С 1928 года навсегда обосновался в Москве, занявшись исторической беллетристикой, печатался под фамилией «Ян». Первыми повестями были «Финикийский корабль» (1931) — о Сидоне, Иерусалиме и Карфагене времён царя Соломона, «Огни на курганах» (1932) — о сопротивлении скифов и согдов Александру Македонскому, «Спартак» (1933) о восстании рабов в Древнем Риме и «Молотобойцы» (1933) о появлении мануфактур в России. За романы «Чингиз-хан» (1939) и «Батый» (1941—1942) Василию Яну была присуждена Сталинская премия в области литературы и искусства первой степени за 1941 год. Член Союза советских писателей (1941). Над трилогией «Нашествие монголов» писатель трудился до конца жизни. Книги В. Яна получили множество положительных отзывов от историков — русистов, медиевистов и востоковедов, критиков и литературоведов, и стали весьма популярны, постоянно переиздаются.

## Биография

### Ранние годы (1874—1892)

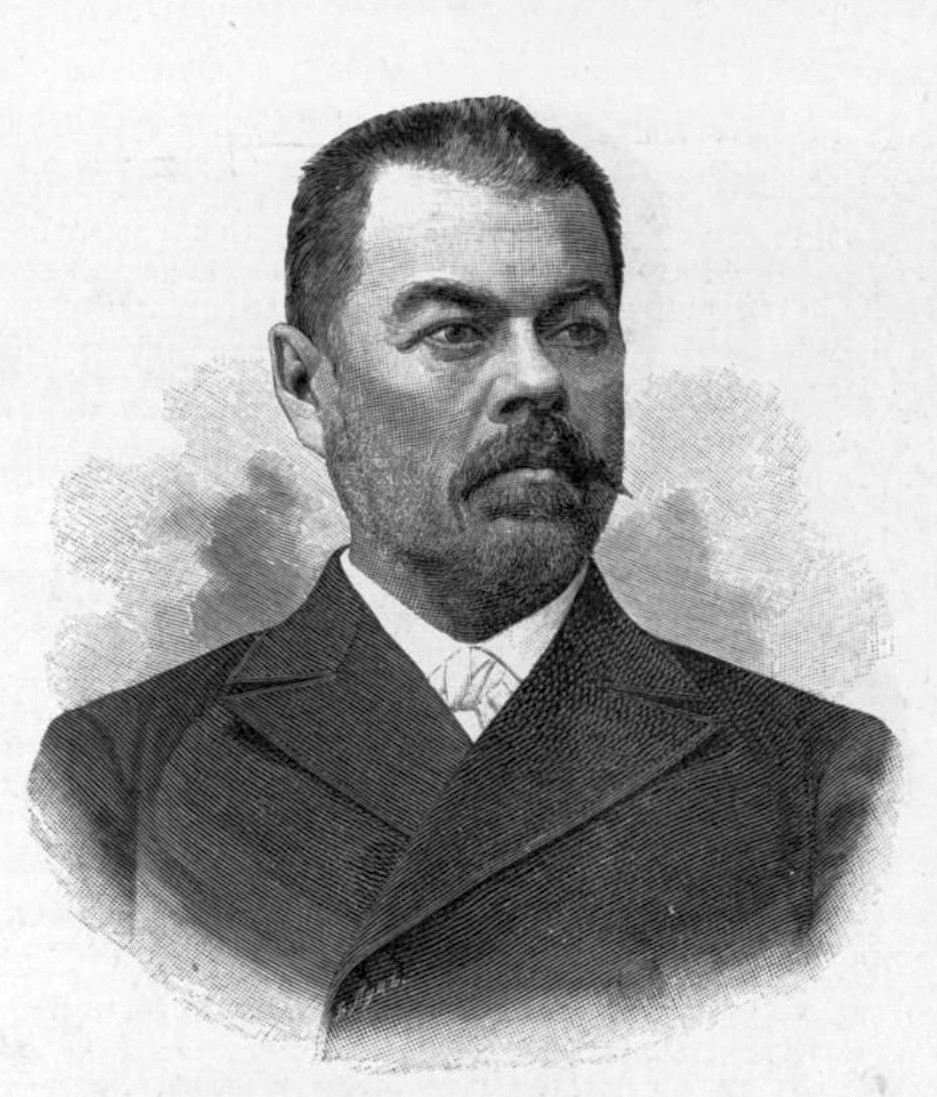
Григорий Янчевецкий — отец. Портрет из журнала «Всемирная иллюстрация», № 1475, 1897 год

Семейство Янчевецких происходило с Волыни, и его представители, в основном, становились священниками. Дед Василия, однако, настоял, чтобы его дети избрали путь военной или статской службы. Григорий Андреевич Янчевецкий получил классическое образование и занял должность учителя латинского и греческого языков в Первой киевской гимназии. В 1871 году он со скандалом женился на своей возлюбленной — Варваре Магеровской, принадлежавшей к родовитой казацкой семье. После смерти мужа тёща — Прасковья Павловна Магеровская — простила молодых и подарила им дом на Крещатике. Именно в этом доме в 1873 году родился сын Дмитрий, а далее — в ночь с 22 на 23 декабря 1874 года (4 января 1875 по новому стилю) — появился на свет второй сын — Василий. В 1876 году Григорий Янчевецкий был переведён учителем древних языков в Рижскую Александровскую гимназию, и семья переехала в Лифляндию. В 1881 году Янчевецкий-старший был командирован на полгода в Грецию «с учебной целью»; семью (братьев Дмитрия и Василия, и дочь Елену) на это время перевезли в Петербург на квартиру Петра Полевого — приятеля Григория Андреевича. Напротив дома располагалась читальня, в которую ходили Дмитрий и Василий. Впоследствии В. Ян утверждал, что любимым писателем его детства был Андерсен, которого отец читал ему вслух. На квартире П. Полевого семилетний Вася видел М. Д. Скобелева, И. С. Тургенева и В. В. Верещагина.
В 1882 году Григорий Андреевич Янчевецкий был назначен инспектором Рижской гимназии, где впоследствии исполнял должность директора; в 1884 году получил чин статского советника. Одним из детских воспоминаний Василия было общение с И. А. Гончаровым, который лечился тогда на Рижском взморье. В 10-летнем возрасте Василий попытался убежать из дома под влиянием романа «Остров сокровищ», который печатался тогда в газете «Рижский вестник». Вместе с приятелем Василий пробрался на шхуну его отца — контрабандиста Крамса, где мальчиков приставили помощниками к юнге, но из-за шторма пришлось зайти на остров Руно, и пограничная стража вернула младшего Янчевецкого родителям.
Глава семейства в 1886 году был назначен директором гимназии и отчитывался перед великим князем Владимиром Александровичем о состоянии учебных заведений Риги. Ценил его и министр народного просвещения граф Делянов, однажды навестивший семью на дому. На посту директора Г. Янчевецкий за собственный счёт издавал журнал «Гимназия» (и приложение к нему «Педагогический еженедельник»), публиковал для учебных нужд собственные переводы Гомера (прозой), Ксенофонта, Павсания, и даже «Историю искусств» Винкельмана (переизданную в 1930-е годы). В 1890 году Григорий Андреевич был переведён в реформируемую Ревельскую гимназию. Эстляндский губернатор князь Шаховской, в русле политики русификации Прибалтики, предложил Янчевецким создать русскую городскую газету, для чего выделил субсидию. С сентября 1893 года стали выходить в свет «Ревельские известия» — «газета местных интересов, литературная и политическая»; В. П. Янчевецкая была официальным редактором-издателем.
Старшие классы гимназии Василий оканчивал в Ревеле. Дома была обширная библиотека, список книг которой был опубликован в 1903 году. Востоковедческие увлечения братьев Янчевецких изначально питались трудами А. Позднеева о монгольском эпосе и литературе и «Историей Монголии» Я. Шмидта на немецком языке. Любимой книгой отрочества стала гомеровская «Одиссея». Вероятно, именно дома будущий писатель Василий Ян на всю жизнь усвоил привычку непременно конспектировать прочитанное. Отец не возражал против увлечений своих сыновей, в том числе французской борьбой и цирком, однако всецело направлял их литературное развитие. В воспоминаниях 1940-х годов Василий утверждал, что «во всех детских исканиях руководителем» был старший брат. Между ними не было антагонизма, несмотря на то, что Дмитрий был круглым отличником, а твёрдый «хорошист» Василий имел в аттестате зрелости единственную отличную оценку — по греческому языку. Отец позволил получать высшее образование по собственному выбору, и старший из братьев, Дмитрий, поступил на факультет восточных языков Санкт-Петербургского университета.

### Высшее образование и путешествия по России и Европе (1892—1901)

#### Университет
В 1892 году Василий Янчевецкий поступил на историко-филологический факультет Санкт-Петербургского университета. В своих мемуарах, надиктованных на склоне лет, он меньше уделял внимания студенческим годам, нежели детству. Среди профессоров, оказавших на его становление наибольшее влияние, В. Ян выделял Сергея Платонова и антиковеда Фаддея Зелинского. Вероятно, он ещё сам не определился с призванием, и стремился «отработать» все интересовавшие его проблемы. За работу о псковских говорах Василий получил двухгодичную стипендию в 25 рублей в месяц — солидный по тем временам приработок. Он также был приглашён на лингвистический семинар, на котором дважды делал доклады об остзейских шведах с островов Рогге. Не оставил он и увлечения цирком, беря уроки акробатики у Жаколино Роше из труппы Труцци. В студенческом общежитии он занимал общую комнату с братом. На третьем курсе Василий вернулся к увлечению литературой: начал помещать свои материалы — преимущественно, стихи — в газету «Ревельские известия» под псевдонимом С-о или Садко. Устроившись на работу литературного секретаря у сотрудника «Санкт-Петербургских ведомостей» Баталина, Янчевецкий познакомился с главным редактором — князем Ухтомским. В 1896 году вместе с братом Дмитрием, Василий Янчевецкий принял участие в литературном сборнике петербургских студентов (выходившем под редакцией и с предисловием Д. В. Григоровича, А. Н. Майкова и Я. П. Полонского). Дмитрий поместил в сборнике статью о Конфуции, тогда как Василий дебютировал стихотворением «О, что ты жизнь?», проникнутым духом немецкого романтизма и, по мнению И. Просветова, не содержащим ничего оригинального. Участие в сборнике привело к знакомству с журналистом Сергеем Сыромятниковым, печатавшимся под псевдонимом «Сигма». Янчевецкий служил у него литературным секретарём.

#### «Хождение по Руси» и Европа

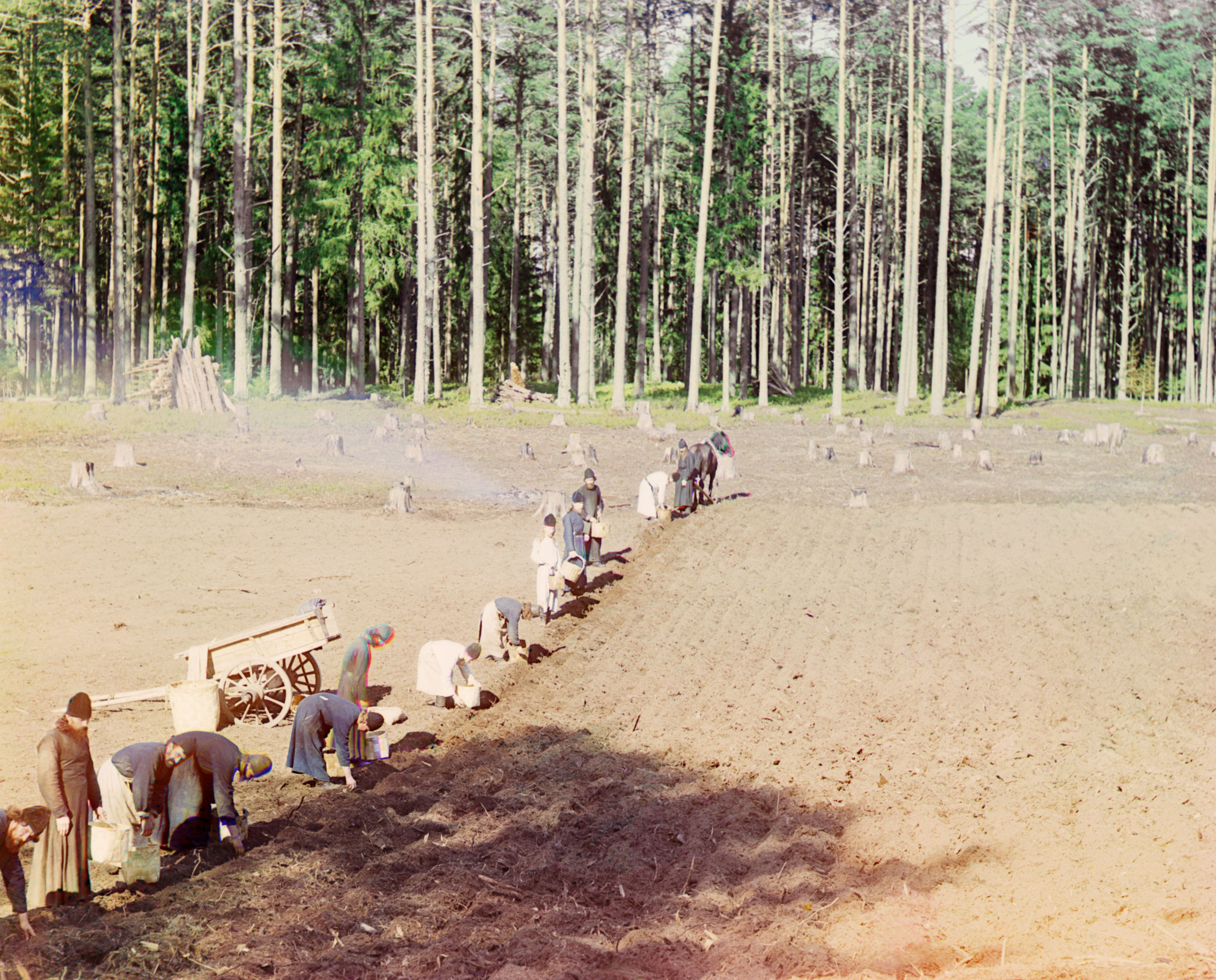
Монахи Нило-Столобенской пустыни сажают картофель. Фото С. Прокудина-Горского, 1910

В 1898 году Василий Янчевецкий окончил университет с дипломом второй степени и вернулся к родителям. После прохождения медицинской комиссии он был признан негодным к военной службе и получил «белый билет» (будучи хроническим астматиком). По его воспоминаниям, отец уже приготовил для сына место в ревельской казённой палате и даже приискал богатую невесту — эстонку, родители которой владели пивоваренным заводом. Однако Янчевецкого-младшего настойчиво влекла идея изучить Россию «изнутри», пройдя пешком через Великий Новгород, Поволжье, Урал и Сибирь до самого Владивостока. Он отправил письма Сыромятникову-Сигме и Э. Ухтомскому, главный редактор согласился с его идеей «затеряться в народе» и предложил ему стать внештатным сотрудником «Санкт-Петербургских ведомостей» с компенсацией за путевые расходы в 50 рублей в месяц и с гонораром в 50 копеек за строку напечатанной корреспонденции.

Отец, прочитав письмо, пришел в ужас: «Ты станешь бродягой!» Мать заплакала… Но я уже принял решение: «Чего вы боитесь? — ответил я, — ведь Ломоносов ушёл пешком из деревни в Москву, а я пойду, наоборот, из Петербурга в деревню. Я хочу узнать, как и чем живёт мой народ. Хотя я изучил четыре языка и множество наук, а простой русской речи и народной жизни не знаю. Не бойтесь за меня! Я смело нырну в людское море и сумею вынырнуть на другом его берегу!..».
Василий Янчевецкий начал свой поход осенью 1898 года в Новгороде, а новый, 1899 год, встретил во Ржеве. Далее он зимовал на Смоленщине и продолжил путь весной через Ярославскую губернию до Казани, далее по Каме до удмуртской тайги, передвигался с обозами и однажды даже тянул бечеву с бурлаками (от Казани до Симбирска). География путешествий В. Янчевецкого была исключительно широка. На озере Селигер он посетил сектантов-старообрядцев, в селе Татеве был гостем народной школы С. А. Рачинского, побывал в воскресных школах для девушек Тульской губернии, иконописной школе Троице-Сергиевой лавры и женском «братстве» на Большой Ярославской мануфактуре. В Удмуртии он побывал в Старом Мултане и Кузнере, где был причислен местными сектантами к «антихристовым работничкам». Вместе с плотогонами он спустился по Днепру от Орши до Киева и далее двинулся к Екатеринославу через Криворожье и Полтавщину. По договорённости с редакцией, Василий отправлял корреспонденции в «Санкт-Петербургские ведомости» и «Ревельские известия», где они публиковались с декабря 1898 года.
Летом 1899 года путешественник прервал свой путь и вернулся в родной Ревель — к родителям. Отец настаивал, чтобы сын поступил на службу, тогда как Янчевецкий-младший получил сразу два предложения: первое — поступить редактором русской газеты в Гельсингфорс, второе — отправиться корреспондентом «Нового времени» в Англию, на тех же условиях, что и по России. По совету Сигмы, Василий отправился поездом до Роттердама, а оттуда — паромом до Лондона. Здесь его встретил университетский друг — англичанин Б. Пирс, который стажировался в Петербурге. Далее на велосипеде он объехал большинство графств южной Англии, посетил Портсмут, Шеффилд, Ньюкасл и Ливерпуль. Здесь произошло знакомство с Конан-Дойлем, побывал Янчевецкий на публичных выступлениях молодого Черчилля и Киплинга (шла англо-бурская война). Удалось поработать и в Британской библиотеке, где Василий много читал, знакомясь как с бесцензурной русской прессой, так и трудами по востоковедению. Из-за недостатка средств, летом 1900 года ему пришлось вернуться на родину. Часть английских корреспонденций была напечатана в «Ревельских известиях», часть составили статью «Английский характер», опубликованную спустя 8 лет, но большая часть дневников и писем оказалась утрачена навсегда.
Весной 1900 года Василий Янчевецкий возобновил своё путешествие по России, отправившись на Русский Север. На Мариинском канале он едва не стал жертвой бандитов, но его вызволили матросы с торговой баржи. После возвращения Василий познакомился с Райнером Марией Рильке, который также путешествовал по России; хотя попытка отправиться вместе пешком не состоялась, они долго переписывались. Рильке перевёл несколько очерков Янчевецкого, в том числе «Ходоков», а Василий — одну из пьес немецкого поэта. В 1901 году за счёт родителей в типографии «Ревельских известий» Янчевецкий опубликовал «Записки пешехода» — сборник избранных статей и впечатлений о путешествии по России. На титульном листе он сам обозначил его как «Том первый», хотя второго так никогда и не последовало. Сохранившиеся материалы были опубликованы сыном писателя намного позднее.

### Василий Янчевецкий и Восток (1902—1906)

#### Туркменистан, Иран и Афганистан

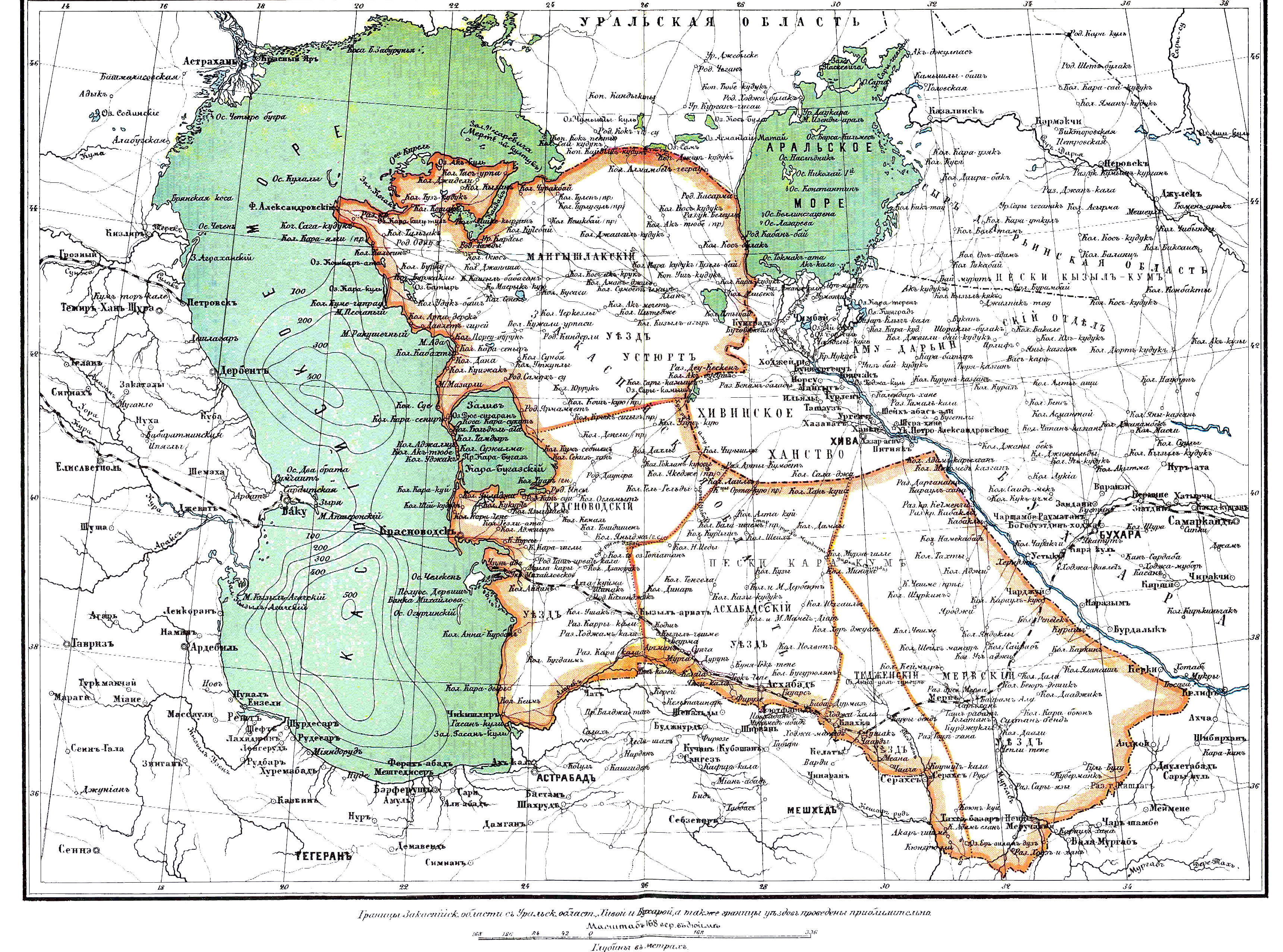
Закаспийская область на карте из Словаря Брокгауза и Ефрона

Старший брат Дмитрий Янчевецкий, в 1900—1901 годах участвовал в подавлении Ихэтуаньского восстания, и познакомился с генералом Суботичем, которого переводили начальником Закаспийской области. Поскольку ему требовались энергичные сотрудники, Дмитрий рекомендовал младшего брата. Однако назначение тянулось долго: летом 1901 года Василий успел сплавиться с плотогонами до Днепру от Киева до Екатеринослава. Лишь осенью его приняли на государственную службу в звании младшего чиновника по особым поручениям, что было одобрено родителями. Новый, 1902 год Василий встретил в Баку, откуда переправился в Асхабад — столицу области. Генерал сразу же распорядился, чтобы 26-летний Янчевецкий изучал местные языки и назначил в миссию по осмотру годности караванных колодцев до Кызыл-Арвата и Хивы. Это было лишь прикрытием для переговоров с хивинским ханом о пресечении потока контрабанды из Персии. Дипломатическая миссия не состоялась — Суботича перевели приамурским наместником, однако новый начальник — генерал Уссаковский — проверку колодцев одобрил. Она не требовала конвоя и значительных расходов; Янчевецкий приобрёл коня, и двинулся в сопровождении урядника Шах-Назара. В общении с ним и местными жителями, он в несколько месяцев выучил разговорный туркменский язык и стал поборником просвещения туземного населения. В марте 1903 года Янчевецкий добрался до Хивы, где, по собственным словам, «очутился в средневековье»; восторга от города и его порядков он не испытывал. Успешный поход завершился дурными известиями — 31 марта скончался отец Григорий Янчевецкий; сын взял краткий отпуск для поездки в Санкт-Петербург и вновь вернулся на службу.
В августе 1903 года В. Янчевецкий подал двойной рапорт об организации экспедиции в Иран и Афганистан (вторая часть была секретной). Было запланировано пройти пограничными землями Ирана и попытаться проникнуть на территорию Афганистана вплоть до Кабула. С Афганским эмиратом Российская империя не имела ни торговых, ни дипломатических отношений, страна не считалась дружественной, поэтому военное министерство одобрило миссию, но на условиях, что она официально будет частным предприятием губернского секретаря Янчевецкого. Он отправлялся в Иран как журналист, и присоединился к американской этнографической экспедиции Института Карнеги, которую возглавлял Элсворт Хантингтон. Они сошлись, и Хантингтон в отчёте воздал должное «неизменно хорошему настроению даже в тяжёлых обстоятельствах» своего спутника. В свиту Василия Григорьевича входили два туркмена, афганец-проводник и русский охотник. Путешествие началось в конце ноября 1903 года. Проведя геологические исследования в Систане, Янчевецкий отделился и посетил племя машуджи — ветвь среднеазиатских цыган, сохранившую матриархат. Рискнув перейти границу, он был схвачен афганскими крестьянами, но смог договориться с начальником местной стражи и был препровождён обратно в Иран (хотя власти за поимку шпионов платили иногда до 1000 рупий). В конце января 1904 года в Нусретабаде Янчевецкого предупредили, что он вызвал интерес британских агентов, а афганские власти издали приказ о его задержании. Это совпало с исчерпанием средств; Хантингтон также получил приказ из Вашингтона о возвращении. 1 марта 1904 года все благополучно вернулись в Асхабад.
К тому времени Янчевецкий был семейным человеком: в Асхабаде он познакомился с молодой вдовой Марией Бурмантовой (домашнее прозвище «Моро»), служившей машинисткой канцелярии правления области. Женившись, он удочерил и её дочь Евгению, которая всю жизнь считала его родным отцом. Во время частых разъездов Василий Григорьевич вёл дневники, однако все они утрачены. Остались только заметки и рассказы, напечатанные в прессе тех лет, и очерки «Голубые дали Азии», надиктованные по памяти сорок лет спустя.

#### Русско-японская война
После начала русско-японской войны Янчевецкий перевёлся в Хабаровск на должность сверхштатного младшего чиновника особых поручений при генерал-губернаторе Линевиче. Жена и дочь последовали за ним в Хабаровск и Харбин. 28 августа 1904 года он был командирован на Транссибирскую дорогу с целью выяснения причин задержек военных грузов, отправленных Генеральным штабом. После успешного выполнения задания, 12 ноября он был утверждён штатным чиновником особых поручений и стал добиваться перевода на фронт. Через три месяца он был отправлен в командировку «без расходов от казны» и попал в эпицентр Мукденского сражения. За «отличие в делах против японцев» он был удостоен ордена Святой Анны III степени с мечами. Далее он был направлен в Харбин по делам военно-госпитального управления, и занял место штатного корреспондента Петербургского телеграфного агентства: его предшественник не выдержал военных тягот, и тяжело заболел. Главой ПТА тогда был князь Шаховской — брат бывшего ревельского губернатора, который хорошо знал Янчевецких. В результате Василий Григорьевич сделался корреспондентом при штабе главнокомандующего и вновь оказался на линии фронта, побывал даже в разведывательной вылазке. С 21 мая 1905 года Василий Янчевецкий был переведён чиновником резерва хозяйственного отряда полевого военно-госпитального управления 1-й Маньчжурской армии и в июне получил чин коллежского секретаря. В декабре того же года он был направлен в распоряжение генерала Суботича в Петербург, но по неизвестной причине остановился в Самаре, где со 2 января 1906 года занял пост редактора газеты «Голос Самары», издаваемой на средства октябристов. На этом месте он проработал до апреля. Причины, по которым Янчевецкий остановился в Самаре и примкнул до конца выборов к октябристам, до сих пор остаются неизвестными.

#### Туркестанское переселенческое управление
20 апреля 1906 года приказом по Главному управлению землеустройства и земледелия Российской империи Василий Янчевецкий был назначен чиновником особых поручений Туркестанского переселенческого управления — статистиком в Сырдарьинской переселенческой партии. Работа предполагала разъезды по долинам Сырдарьи и Арыси с геодезистом и землемером для поиска мест для поселений, пастбищ и посевов. В газете «Россия» в 1906 году он напечатал серию очерков о русской колонизации Туркестана, которую горячо приветствовал и призывал «сильных и грамотных людей»:

…противопоставить мусульманской твёрдости, воздержанию и упорству если не эти качества, то хотя бы просвещение и способности талантливого русского народа.
После отставки туркестанского наместника Д. Суботича, в сентябре 1906 года Янчевецкие также двинулись в Петербург, поскольку Василию Григорьевичу предложили место выпускающего редактора в газете «Россия».

### Янчевецкий — журналист и педагог (1906—1912)

#### Журналист-путешественник
Получив место в газете «Россия», Василий Григорьевич продолжал числиться на службе в МВД, и с 3 ноября 1906 года был прикомандирован в Главное управление по делам печати. Работая по ночам выпускающим редактором, он публиковал в «России» (иногда под псевдонимом «В. Ян») воспоминания и заметки по поводу освоения Туркестана и Сахалина, благоустройства Петербурга, и т. д. Получаемые доходы и корреспондентские командировки позволили путешествовать: в 1907 году всё семейство Янчевецких проехало по Восточному Средиземноморью от Стамбула до Каира; Василий Григорьевич побывал в историческом музее Бейрута и на раскопках финикийского городища Сайды, а также в Иерусалиме. В 1909 году от Управления землеустройства он побывал в командировке в Печорской тундре, на побережье Белого и Карского морей. Экспедиция на пароходе «Сергей Витте» прошла из Архангельска на Колгуев и Вайгач, через Югорский Шар на Новую Землю и к устью Печоры. Далее по Печоре команда на лодках и лошадях поднялась до Северного Урала.
Судя по его публикациям, журналисту Янчевецкому было свойственно романтическое мировоззрение и «светлый, эллинский взгляд на мир». Его привлекали новомодные художественные течения: он рано оценил живопись Врубеля (и опубликовал в «Ревельских известиях» от 6 апреля 1910 года его некролог) и положительно отозвался на первую книгу Андрея Белого. В 1908 году он выпустил книгу своих статей и очерков «Воспитание сверхчеловека», в которой провозгласил правильное воспитание детей — будущих поколений — залогом успешного развития страны.

#### Первая Петербургская гимназия. Журнал «Ученик»

Василий Григорьевич Янчевецкий в учительском вицмундире

С 17 сентября 1908 года, оставаясь выпускающим редактором газеты, Василий Григорьевич стал преподавать латинский язык в 1-й петербургской гимназии в средних и старших классах. Директор гимназии — Е. И. Ветнек — некогда учился у Григория Андреевича Янчевецкого в Ревеле. Нагрузка составила 5 часов в неделю, и быстро оказалось, что Василий Григорьевич успешный учитель, поскольку не забыл себя в детстве и отлично ладил с детьми. В «Воспитании сверхчеловека» он отмечал, что «если воспитанник имеет пятёрку по одному предмету, то хотя бы он имел самые дурные отметки по другим — мальчик спасён, идёт вперёд». Среди его учеников были будущий драматург Всеволод Вишневский и будущий поэт Всеволод Рождественский. Последний вспоминал:

Предмет свой (он) знал превосходно и всё же никогда не мучил нас грамматикой и академической сушью. Страница учебника была для него только поводом к широкой, сверкающей остроумными замечаниями беседе… Об исторических лицах говорил он как о простых, давно знакомых ему людях, а в строфах поэтов, отошедших в вековое прошлое, открывал волнение и тревогу страстей, понятных и близких нашей жадной ко всему юности.
Учительские обязанности позволили Василию Григорьевичу пережить кончину жены во время холерной эпидемии 1908 года, — с тех пор все личные невзгоды он преодолевал, погружаясь в творчество. Овдовев, он поселился с дочерью Евгенией в квартире брата Дмитрия на Ивановской улице. В августе 1909 года по предложению попечительского совета Василий Янчевецкий был допущен к обязанностям воспитателя в пансионе гимназии. В 1910 учебном году Янчевецкий вёл 10 часов латинского языка в неделю, и начал издавать еженедельный журнал «Ученик», редакция которого располагалась в главной конторе «России» на Невском проспекте. Еженедельное издание имело крайне низкую стоимость: 5 копеек за номер, и предполагалось как пособие для каждого гимназиста. По замыслу Василия Григорьевича, основными сотрудниками должны были стать те же гимназисты, которые составят читательскую аудиторию. Журнал в тогдашнем издательском мире был, скорее, маргинальным: скромно оформленный, не имея громких знаменитостей в составе авторского коллектива (почти половину материалов писал сам В. Янчевецкий). Лев Разгон пренебрежительно писал, что основное содержание составляли «повести о благородных гимназистах, переводные и отечественные приключенческие романы весьма низкого пошиба». Тем не менее журнал пользовался спросом в провинции и столицах, его подписчики жили даже в Париже и Токио. Особой популярностью пользовались колонки переписки с читателями и «Дневник Пети Петушкова», который сочинял сам Василий Янчевецкий. В его составлении принимала участие и сотрудница редакции — Ольга Петровна Виноградова, — которая в 1909 году стала женой Янчевецкого. Одновременно с изданием «Ученика» в семье появилась Мария Алексеевна Маслова (семейное её прозвище «Мака»), которая только что приехала в Петербург на Бестужевские курсы. Она стала бессменным секретарём главы семьи и помощницей на все руки.

#### Василий Янчевецкий и скаутское движение
В русле проповедуемых В. Г. Янчевецким идей, в 1910 году у него возникла идея создать при Первой мужской гимназии «отряд для занятий по системе скаутинг». По-видимому, свою роль сыграла и встреча с основателем движения — Робертом Баден-Пауэллом. Разрешение попечителя Санкт-Петербургского учебного округа А. А. Мусина-Пушкина последовало 19 января 1911 года. Янчевецкий основал «Легион юных разведчиков», основанный на игре в рыцарство; активной пропагандой скаутинга он занимался в собственном журнале «Ученик», в котором публиковал приглашения стать скаутом, рассказы о том, кто такие скауты, и объявления о походах и экскурсиях. Имея опыт военно-разведывательной службы, Василий Григорьевич стремился убрать излишнюю милитаризацию; его легион делился на «отряды» и «патрули». Ряд идей, реализованных в скаутском отряде, были изложены им в сборнике «Воспитание сверхчеловека» (1908) и в 16-страничной брошюре «Что нужно сделать для петербургских детей» (1911). В основе педагогической системы Янчевецкого лежало убеждение о сочетании школьного и домашнего воспитания, которое заключается в облагораживающем чтении, спорте, играх и прогулках. Последние должны заинтересовывать новое поколение всеми явлениями и событиями, встречаемыми на пути. Вероятно, он совершенно искренне был убеждён, что практикуя подобные методы, можно даже предупредить беспризорность и детскую преступность.
В «легионе» Первой петербургской гимназии занятия проходили один-два раза в неделю, как в будние дни, так и в праздничные. Отряд был велик: благодаря умелому подбору наставников и рекламе, в нём состояло около 200 учеников, в том числе других гимназий. Первый поход состоялся ещё 2 (15) января 1911 года, то есть до издания официального разрешения: скауты Янчевецкого отправились в Царское Село на встречу с разведчиками штабс-капитана Пантюхова. Занятия в тот день проходили в манеже лейб-гвардии Егерского полка. В журнале «Ученик» был опубликован отчёт об однодневном походе в Лахту 25 марта (7 апреля) 1911 года. На месте скаутов распределили по дозорам, каждый из которых получил различные задания, в том числе по рекогносцировке местности и разбивке палаточного лагеря.
Летом 1911 года Василий Янчевецкий был командирован на X конгресс славянских журналистов в Белград; Ольга к тому времени была беременна. После неудачного завершения конгресса (делегаты не составляли идейного единства и перессорились), Петербургское телеграфное агентство предложило Василию Григорьевичу освещать события высадки свергнутого Мохаммад Али-шаха в Астрабаде с целью вернуть престол. В августе — сентябре он побывал на обеих сторонах иранского конфликта; и даже на аудиенции экс-шаха, скрывавшегося в горах Эльбурса. Вскоре после возвращения, 8 декабря 1911 года на квартире в доходном доме Императорских театров на Фонтанке родился сын Василия и Ольги Янчевецких — Михаил.

### Балканы, Первая мировая война и революция в России (1912—1920)

#### От «Груманта» до Стамбула

Василий Янчевецкий, Мария Маслова, Михаил и Евгения в Бухаресте. Фото 1916 года

С января 1912 года Василий Янчевецкий печатал в «Ученике» с продолжением свой первый роман «Афганский изумруд». Это была назидательно-приключенческая история, действие которой разворачивалось в тогдашней современности, и было закручено вокруг изумрудных копей в Афганистане, которые собирался разрабатывать состоятельный путешественник Сергей Печорский. Ему противодействует японское тайное общество «Азия для азиатов», а помогает родственник-гимназист Вася Вьюгин. Публикация первой части закончилась в августе; было обещано продолжение, которого так и не последовало. Благодаря Сигме, Василий Григорьевич заинтересовался коммерческим освоением Арктики, и вложился в частную экспедицию Русанова на Шпицберген. В ходе этой экспедиции Р. Самойлович разведал большие угленосные пласты и в июле 1912 года установил заявочные знаки частных лиц, среди которых были кандидат права Сыромятников и учитель Янчевецкий. Они также стали акционерами «Торгового дома „Грумант“», который в сентябре 1913 года доставил в Петербург первую партию каменного угля со Шпицбергена.
В учебном 1912/1913 году В. Г. Янчевецкому было поставлено 15 часов уроков латинского языка в неделю, но уже с января 1913 года он считался «находящимся в командировке с учёной целью» при переводе в сверхштатные преподаватели без содержания. Дирекция ПТА предложила Василию Григорьевичу должность корреспондента на фронтах Балканской войны с базированием в Стамбуле, куда он отплыл из Одессы 27 декабря 1912 года. Обязанности в журнале «Ученик» и скаутском легионе перешли к другим лицам.
В Стамбуле корреспондент Янчевецкий проживал в гостевом доме Ильинского подворья. Во время переворота Энвер-бея 23 января 1913 года он оказался в эпицентре событий и смог окольными путями переслать в Петербург подробную корреспонденцию с текстами речей заговорщиков всего через два дня. 29 мая был раскрыт заговор офицеров и чиновников, что привело к ужесточению политики правящего режима Османской империи. Это также оперативно было отражено в корреспонденциях журналиста Янчевецкого. Помимо обязанностей политического журналиста, Василий Григорьевич писал корреспонденции в «Ученик», призывая внимательно относиться к миру Востока. По воспоминаниям дочери — Е. Можаровской, которую отец отдал в пансион в Одессе, — он участвовал в возвращении на родину девушки-еврейки, которую похитил профессиональный соблазнитель и продал в Константинополе. Дело завершилось успешно, хотя на Василия Григорьевича было совершено покушение. За 10 месяцев он завоевал репутацию специалиста, и обзавёлся важными осведомителями в османском военном и флотском ведомствах. Он был самым высокооплачиваемым корреспондентом в регионе, получая 7200 рублей годового жалованья, тогда как его стамбульский помощник — грек Теодосиадис получал 1200. У В. Г. Янчевецкого имелся персональный шифр для передачи информации через посольство.

#### Первая мировая война
В Стамбуле у В. Янчевецкого возникла идея создать Русско-турецкий комитет, который был одобрен правительством, и был официально собран в здании Меджлиса 12 марта 1914 года. Секретарём комитета стал сам Василий Григорьевич. Вскоре он был повышен в чине до титулярного советника и награждён орденом Святого Станислава II степени. Главной целью комитета была широкая пропаганда российско-турецкого сближения и необходимости для Османской державы оставаться нейтральной в грядущей мировой войне. В июле Янчевецкий был отозван в Петербург, где возобновил издание своего журнала, заглохшее в апреле, и успел выпустить ещё два номера, разослав подписчикам в виде компенсации турецкие марки. Однако выпуск «Ученика» от 19 июля, в итоге, оказался последним, «ввиду обстоятельств военного времени».
Повторное пребывание в Константинополе оказалось предельно кратким: 16 (29) октября — после начала войны России и Османской империи: Василий Григорьевич, Мария Маслова и сын Михаил, бросив всё, успели сесть на последний пароход до Одессы; Дмитрий Янчевецкий был арестован в Вене австрийскими властями за день до объявления войны.
Вскоре Василия Янчевецкого перевели представителем ПТА в Бухарест, возложив на него и некоторые разведывательные обязанности, которые с него были сняты в 1915 году «из-за полной неподготовленности». Тем не менее он добился субсидий для создания в румынской прессе благоприятного образа России (в 1916 году в объёме 100 000 рублей), при том, что его годичное жалованье было повышено до 7600 рублей плюс 4000 на «осведомительные расходы». Он завёл знакомства в редакции социал-демократической газеты Adeverul, в которой печатал материалы о переброске через нейтральную Румынию германских военных грузов, и познакомился с Таке Ионеску и Василем Лукачем, а также лидерами консервативной партии. После Брусиловского прорыва он направил детей — Евгению и Михаила — в Одессу, а сам был назначен представителем ПТА при румынской армии. После разгрома Румынии в 1916 году, временной столицей стали Яссы. Янчевецкий получил экстраординарное (без выслуги ценза) повышение до чина коллежского советника, и был прикреплён чиновником к канцелярии генерала Мосолова. Его обязанностью было составление обзоров румынской прессы и фиксация бесед с румынскими чиновниками и военнослужащими.
В январе 1917 года Дмитрия Янчевецкого при посредничестве испанского посла обменяли на главу Львовского магистрата и эвакуировали в Стокгольм. После начала Февральской революции, через Янчевецкого было передано послание премьера Братиану о признании новой российской власти. Летом 1917 года в Яссы прибыла дочь Евгения, закончившая гимназию в Одессе, и привезла брата Михаила. К тому времени брак Василия Янчевецкого с Ольгой Петровной практически перестал существовать: с 1915 года она училась в Школе сценического искусства Петровского и занималась у П. Истомина. Когда О. Янчевецкая прибыла в Яссы, Василий Григорьевич не отдал ей Михаила, несмотря на то, что шла война. Больше они никогда не виделись. Фактической женой Василия Григорьевича стала секретарь Мария Маслова, которая усыновила Михаила.

#### Белое движение
После Октябрьской революции в Яссах было создано тайное общество для борьбы с большевизмом, возглавленное военным атташе Палицыным, в состав которого вошёл и Василий Янчевецкий. Его участникам удалось выявить большевистских агентов и арестовать их, сорвав тем самым выступление в Яссах. В ноябре — декабре командующий Щербачёв принял решение переподчинить фронт Украинской народной республике, а румыны помогли разоружить части, присягнувшие большевикам. 12 декабря в Яссы прибыл Михаил Дроздовский с намерением создать добровольческий отряд, и в тот же день вышел установочный номер газеты «Республиканец», издаваемой Янчевецким. В редакционной статье он заявил, что началась не революция, а новое смутное время. Газету охотно покупали во всех румынских гарнизонах русской армии, издателю по телеграфу удалось создать сеть корреспондентов вплоть до Харькова, Москвы и Петрограда. Газета широко освещала условия переговоров и заключения Брестского мира и разгона Учредительного собрания. После начала немецкого наступления 18 февраля 1918 года, семья Янчевецких и присоединившийся к ним прапорщик Николай Можаровский (вскоре ставший зятем Василия Григорьевича — он женился на Евгении) двинулась на Новочеркасск. Василий Янчевецкий отказался ехать в Европу, хотя и получал приглашения от нескольких информационных агентств.
На месте прежних русских ратей

Царит один латышский полк.

Ликует банда красных братий,

И голос совести замолк.

Вся Русь в крови, в огне пожаров

И мчится бешено вперёд,

Влача израненный народ

Под хохот пьяных комиссаров.
С эшелоном демобилизованных сибиряков Янчевецкие добрались до Самары — временного центра антибольшевистской России. Судя по публикациям лета 1918 года, Василий Григорьевич заявил о себе как стороннике федеративной республики и демократической армии. Он не оставлял своих излюбленных идей — поскольку война затягивалась на неопределённый срок, организовал в Самаре скаутский лагерь, куда привлёк подростков из самой Самары, Сызрани, а также литовских и польских беженцев. Лагерем руководил прапорщик Можаровский. Купец Сурошников — бывший спонсор «Голоса Самары», помог Янчевецкому развернуть газету, мобильно размещённую в поезде, она периодически меняла названия: «Республиканец» — «Родина» (в Челябинске) — «Вперёд». Первый номер фронтовой газеты «Вперёд» вышел уже в Омске, в марте 1919 года. Редакция и семья издателя располагались в двух вагонах, которые ставили на городскую железнодорожную ветку. В городе один номер продавали за 35 копеек, а в пути на станциях — на пять копеек дороже. Василий Григорьевич придерживался твёрдого правила: объём газеты был мал, бумаги не хватало, поэтому давался лишь минимум официальной информации. В основном печатали последние новости, небольшие фельетоны, рассказы, а также агитационные статьи, написанные простым языком, понятным каждому «разумеющему грамоте» солдату. В Омске Василий Григорьевич предложил свои услуги директору Русского бюро печати, и 7 февраля получил 25 000 рублей из средств Особой канцелярии штаба Главковерха. 1000 экземпляров газеты бесплатно распространялись по фронтам через штабы войск, а всего тираж достиг 3000 экземпляров. 22 февраля коллежский советник Янчевецкий был назначен исправляющим обязанности осведомительного отделения канцелярии, то есть начальником бюро пропаганды. Н. Можаровский получил должность обер-офицера для поручений.
Военное начальство благоволило к Янчевецкому, он был избавлен от цензуры. Случайное знакомство с Давидом Бурлюком привело к идее открыть художественную летучую выставку, для которой Василий Григорьевич создал пять акварелей, включая «Танец скифских девушек». Каталог напечатали в газете, и за последнюю пятницу февраля и первые три дня марта выставку посетили 2500 человек. В газете «Вперёд» напечатали «Симфонию революции» Антона Сорокина, несмотря на всю её неоднозначность. По рекомендации Антона Семёновича, в типографии Янчевецкого стали работать два будущих писателя с одинаковой фамилией — Всеволод и Николай Ивановы. Василий Григорьевич принял к себе медика-дезертира Четверикова — корреспондентом, и художника Евгения Спасского. Редакция и типография к тому времени расширилась до четырёх вагонов. Мария Маслова свои корреспонденции, печатавшиеся в газете, подписывала «М. Янчевецкая». 24 мая 1919 года редакция «Вперёд» двинулась к Екатеринбургу — ближе к фронту, где стало ясно, что наступление белых выдохлось, а организационный хаос нарастает. 24 июля газета вернулась в Омск с одним из последних эшелонов, став свидетелем полного разгрома белых сил. Последний сохранившийся номер «Вперёд» датирован 17 сентября, и наполнен, по выражению И. Просветова, «предчувствием близкого краха».
После разгрома колчаковцев редакция разделилась. Типография с её работниками была захвачена красными партизанами у Новониколаевска. Янчевецкие же 16 декабря оказались в поезде штаба главнокомандующего, и добрались до Ачинска. 29 декабря на станции Ачинск из-за халатности произошёл взрыв двух вагонов с порохом и трёх цистерн с бензином. Ранены оказались Евгения и Михаил Янчевецкие — их посекло осколками оконных стёкол, поезд сгорел, лишив семью дома уже в четвёртый раз (считая Стамбул и Бухарест). По свидетельству сына, Василий Григорьевич сказал: «Надо быть со своим народом. А народ — за Советскую власть. Останемся со своими на родине». Выжить помогло то, что начальник колчаковского штаба передал Янчевецким крупную сумму денег, на которые были куплены лошадь и дровни.

### Вживание в советскую действительность (1920—1927)

#### Ачинск и Уюк (1920—1921)
Красноармейская 30-я дивизия и красные партизанские отряды заняли Ачинск 2 января 1920 года. В последовавшей неразберихе зять Янчевецкого — Н. Можаровский — сделался председателем комиссии по снабжению Красной армии, а сам Василий Григорьевич зарегистрировался в уездном ревкоме как столичный учитель и был назначен школьным инспектором. Помимо работы в уездном наробразе, Янчевецкий читал на педагогических курсах и в красноармейских частях лекции об истории социалистических учений. Вероятно, это свидетельствовало о его прагматизме; впрочем, в одной из пьес революционной поры он открытым текстом заявил: «…будет прав тот, кто окажется сильнее и в конце концов победит». Летом 1920 года в Омске состоялся процесс против колчаковского руководства, ЧК работало и в Ачинске. В августе Василий Григорьевич принял решение отправляться в Урянхайский край по набору Наробраза, вместе с М. Масловой и сыном Михаилом; семья Можаровских осталась в городе. Через Абакан и Минусинск к началу зимы Янчевецкие добрались до Уюка. Василий Григорьевич устроился сотрудником РОСТА по Урянхайскому краю, удостоверение датировано 20 декабря.
Школа в селе Уюк бездействовала ещё с 1917 года, однако из-за большого наплыва беженцев пришлось ставить уроки в две смены. Учительствовала в основном Мария Алексеевна Маслова, Василий Григорьевич вёл занятия по вечерам, поскольку днём он служил писарем в сельсовете. Жили в квартире при школе, которую приходилось делить со сторожем-эстонцем. На Новый, 1921-й год Василий Григорьевич и Мария Алексеевна устроили в школе ёлку, что было воспринято местными жителями, по воспоминаниям М. Янчевецкого, как нечто необыкновенное. На следующий год занятия вошли в русло, образовался школьный «актив», силами которого 12 марта сыграли народную пьесу «Сваха из Моторского», сочинённую Василием Янчевецким; впоследствии она шла также в Минусинске. Весной 1921 года сельсовет выделил Василию Григорьевичу надел в две десятины. Его засеяли овсом и пшеницей. Янчевецкий постепенно приходил к мысли остаться в Советской России, о чём писал в Петроград С. Сыромятникову (само послание не сохранилось, но Сигма упомянул о Янчевецком в письме В. М. Алексееву). По свидетельству сына писателя, они с отцом совершили путешествие для исследования пещер с наскальными рисунками на берегу Бий-Хема. Этот поход стал основой рассказа «Тайна озера Кара-Нор», опубликованного в 1929 году. Наблюдения над жизнью тувинцев впоследствии пригодились В. Яну при работе над историческими романами о жизни монголов. Баба Опалениха из романа «Батый» была списана — под реальным именем — с одной из жительниц Уюка.
Несмотря на популярность в сельской среде, В. Янчевецкого арестовали по доносу как бывшего белого офицера и увезли в Хем-Белдыр. Однако ему помог создатель Народной Тувы Иннокентий Сафьянов, добился освобождения и даже устроил делопроизводителем канцелярии гарнизона в Туране, так семья с военным обозом вернулась в Минусинск.

#### Минусинск (1921—1923)

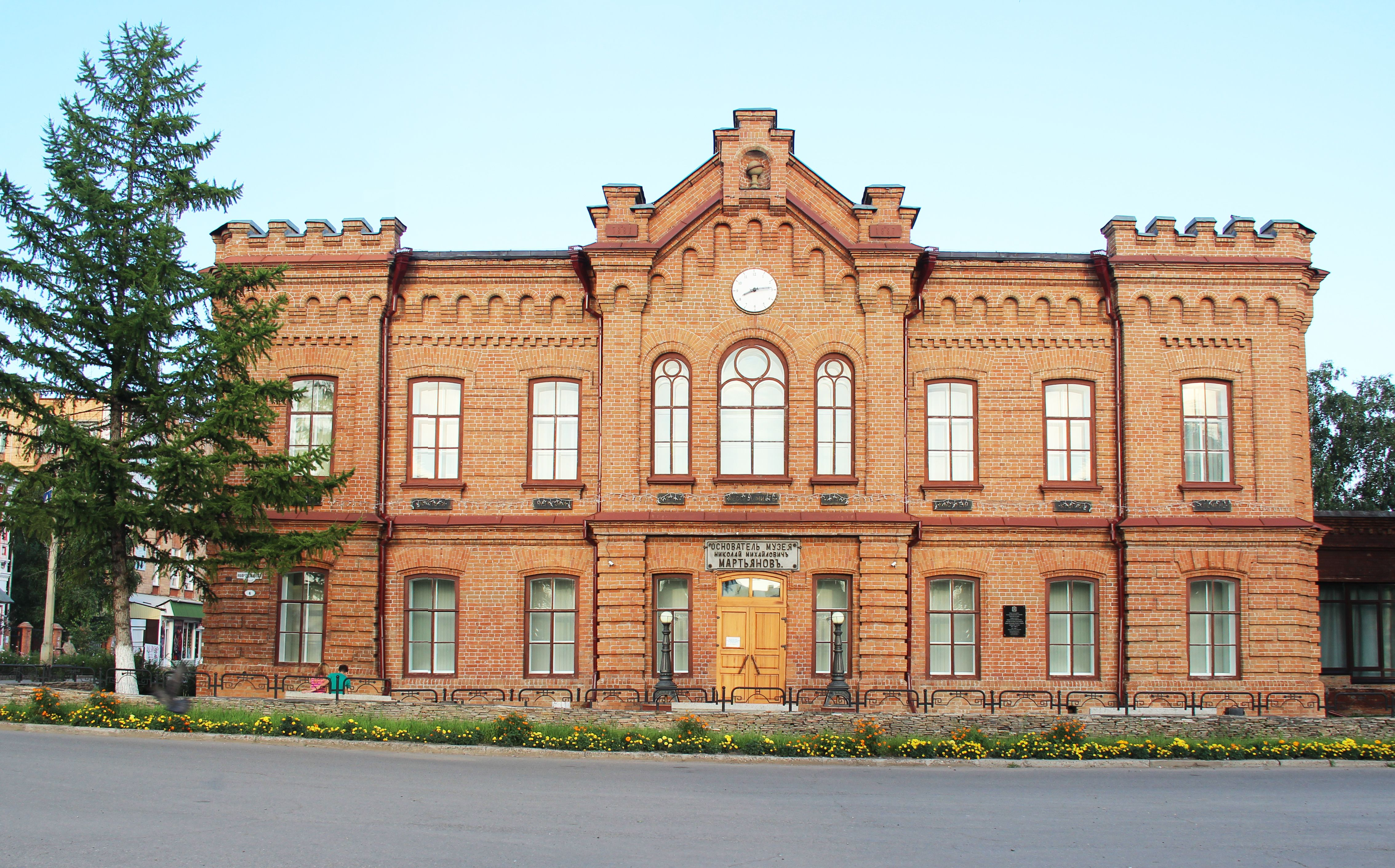
Здание Минусинского краеведческого музея, фото 2014 года

С августа 1921 года в Минусинске проживала Евгения Можаровская с мужем, к которым присоединились и Янчевецкие. Потрясение после ареста привело Василия Григорьевича к идее репатриироваться в независимую Эстонию, поскольку по условиям Тартуского договора он мог рассчитывать на гражданство. К прошению Сибревкому от 23 декабря была приложена выписка из гимназического формулярного списка 1912 года (хранится в Государственном архиве Новосибирской области). Впрочем, прошение было подано слишком поздно: 1 января 1922 года действие пункта договора об эстонских оптантах истекало.
Чтобы прокормиться, Василий Григорьевич устроился (при помощи зятя) в артель возчиков торгового кооператива, и смог получить у городских властей квартиру на улице Большой. Далее из артели он перевёлся сторожем на мельницу Вавиловых (владельцев дома), но сломал ногу, когда на него упал штабель с мучными мешками. Оправившись, в марте 1922 года В. Янчевецкий обратился в уездный партком с предложением назначить его на пост технического редактора газеты «Власть труда» и получил эту должность. Помимо технических функций, 46-летний Янчевецкий писал во всех жанрах — от стихов до фельетонов, и проблемных статей. Опубликовал он и свой первый рассказ в новую историческую эпоху — «Партизанская выдержка, или валенки летом». Именно в минусинские годы Василий Григорьевич широко стал пользоваться псевдонимом «В. Ян» — в выпуске газеты от 13 сентября 1922 года, целиком посвящённом освобождению города от колчаковцев; впрочем, он использовал и свои давние авторские подписи «Садко», «Да-с», «Точка», и придумал новые — «Овод», «Рабочий», даже «Немо». В. Ян понимал свою роль репортёра очень широко, добившись, например, полной замены руководства «Детского городка», в котором были объединены городская школа (бывшая гимназия), детский сад и сиротский приют. Он также стал вести детскую колонку, в которой печатал письма и стихи детей, активно привлекая для этой работы сына Михаила. Тираж газеты к лету 1923 года увеличился до 1300 экземпляров, и она стала выходить четыре раза в неделю, а не два. Василий Григорьевич также обратился к драматургии, предложив свои пьесы «Нита, или Колчаковщина» и «Невеста красного партизана» труппе при рабочем клубе, где играла его дочь Евгения Можаровская. Василий Григорьевич создал детский театр, в котором сами дети разыгрывали написанные им спектакли «Красная шапочка», «Встреча Нового года или Дети всех стран, объединяйтесь!», «Капиталист в тачке», «Поможем воздухофлоту!». За эту последнюю, В. Ян удостоился премии в 500 рублей, которую и передал в фонд Воздухофлота. Благодаря Янчевецкому в эти годы началась литературная карьера воспитанницы приюта Ольги Веселовской. За спектакли сезона 1922—1923 года труппа рабочего клуба была награждена поездкой на всероссийскую выставку народного хозяйства, дабы «дать изображение современной жизни народов СССР, уделив должное внимание окраинам». В 1923 году Янчевецкого даже привлекли к чтению курса по утопическому социализму в педагогическом техникуме, который пользовался большой популярностью у слушателей. В августе 1923 года семья В. Яна навсегда покинула город Минусинск.

#### Москва (1923—1926)
По предположению И. Просветова, поездка на сельскохозяйственную выставку была для В. Яна предлогом, чтобы обосноваться в столице. В Газетном переулке (ныне снесённый дом 8) жили родители и сёстры М. А. Масловой, половина комнаты-«пенала», отделённой фанерной перегородкой, досталась и Янчевецким. По воспоминаниям сына, Василий Григорьевич осознал, что «с арсеналом, привезённым из тихого Минусинска…, не пробиться на сцену и в литературу». В ноябре 1923 года он устроился корректором русского отдела газеты «Дер Эмес» (орган Еврейской секции ЦК РКП(б)), тогда как М. Маслова окончила курсы машинописи и стенографии, и устроилась в Госторг. 12-летнего Михаила Янчевецкого приняли в Первую опытно-показательную школу. После смерти Ленина, в декабре 1924 года В. Ян написал пьесу «Вперёд по ленинской дороге», поставленную в типографии газеты силами детей сотрудников. В 1924 году в Москве воссоединились братья Дмитрий и Василий Янчевецкие, однако устроиться в столице у Дмитрия не получилось, и он вернулся в Ростов-на-Дону. На следующий год в Москву перебрались из Красноярска Можаровские с маленьким сыном: Николаю Можаровскому удалось перевестись в МУР.
Поскольку средств не хватало, В. Ян дополнительно устроился экономистом-информатором в акционерное общество «Экспортхлеб» и публиковал в газете «На вахте» статьи об экономических проблемах Дальнего Востока. Не оставлял он и эстетических устремлений, писал пьесы для детского театра, рецензировал постановки «Пролеткульта», «Синей блузы», театра Мейерхольда. Иногда бывали случайные приработки: например, фирма «Русские самоцветы» заказала Янчевецкому серию эскизов для брошек, кулонов, запонок и ожерелий, по которым была выпущена серия украшений с полудрагоценными камнями, неплохо продававшихся за границей. Летом 1925 года Василию Григорьевичу удалось при помощи старых друзей устроиться в Госбанк на должность информатора финансово-экономического бюро. Рекомендателем выступил член Госплана Е. З. Волков, который до 1915 года служил у Янчевецкого в Болгарии. В апреле 1926 года В. Янчевецкий был повышен до заведующего канцелярией финансово-экономического бюро. Работая в Госбанке, Василий Григорьевич организовал литературно-драматический кружок для детей своих коллег, сам вёл в нём занятия. В октябре 1926 года он перевёлся в Самарканд — тогдашнюю столицу Узбекской ССР — «в поисках восточной сказки».

#### Самарканд (1926—1927)

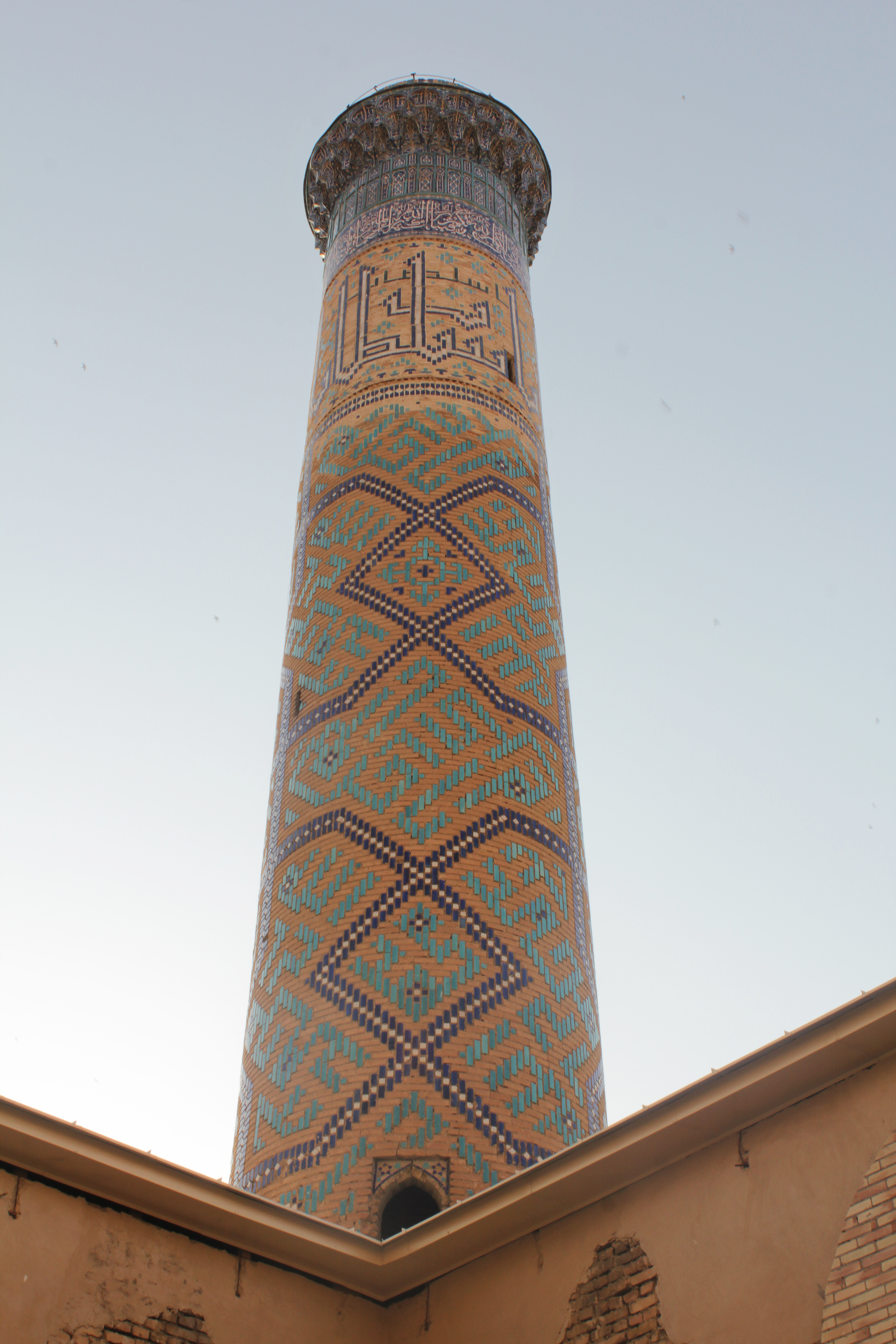
Минарет мечети Биби-Ханым. Фото 2019 года

После организации Узбекской ССР, Совнарком республики готовил первый пятилетний план развития народного хозяйства, и зазывал специалистов со всего Союза. Василий Янчевецкий первоначально работал экономистом Узбекского ВСНХ, затем — в республиканском Сельхозбанке. Сначала Василий Григорьевич снимал комнаты у русских старожилов города, а летом 1927 года на три месяца перевёз в Самарканд Марию и Михаила, который вспоминал, что разместились они в доме с фруктовым садом, принадлежавшем вдове Карп. Узбек Тарра-хан водил Янчевецкого по всем памятникам. В архиве сохранилась зарисовка медресе Биби-Ханым, на минарет которой писатель забрался вместе со своим проводником. Жить приходилось в крайне напряжённом ритме, поскольку, хотя служба занимала время от 9 до 16 часов, Янчевецкий не хотел отказываться от литературно-театральных занятий. Он писал маслом и акварелью, подарил в местный музей картины «Каракумы зимой» и «Вид на Самарканд»; сына Михаила привлёк к рисованию плакатов, агитирующих за сельхозкооперацию. Янчевецкий сдружился с археологом В. Л. Вяткиным, который также показывал ему свои раскопки. Некоторые корреспонденции о Средней Азии печатались в прессе Москвы и Ленинграда. Янчевецкий поставил пьесу «Красная Шапочка» в своей переработке на злобу дня; она была дважды сыграна школьниками в Летнем городском театре. После знакомства с местной узбекской интеллигенцией, Янчевецкий вступил в борьбу за раскрепощение женщин Востока, и написал пьесу «Наступление» («Худжум»). Сначала предполагалось поставить её силами сослуживцев, но постепенно замыслом заинтересовались профессиональный режиссёр и актёры Летнего театра. Первая постановка В. Тихановича имела успех у зрителей. Далее пьесу перевели на таджикский и узбекский языки, она долго шла на сценах среднеазиатских республик. В 1931 году пьесу В. Янчевецкого «Худжум» даже демонстрировали во время театральной олимпиады народов СССР. Рецензенты особо отмечали «этнографическую ценность» и художественность пьесы.
В целом, 1927 год оказался беспокойным: в Москве Н. Можаровский был обвинён в превышении полномочий, и лишился должности в правоохранительных органах, а также был исключён из партии. Брат Дмитрий был арестован в Ростове, и за контрреволюционную деятельность был приговорён к 10 годам заключения в Соловецком лагере. В результате сокращения штатов в правительственных учреждениях — республиканский центр переносили в Ташкент — был уволен и Василий Янчевецкий. Это и подтолкнуло его к идее стать профессиональным писателем. В Москве открылось творческое объединение «Модник», на вступление в которое Василий Григорьевич подал заявку, приложив свои самаркандские пьесы и рукописный сборник «Театр из бабушкиного сундука». Под новый, 1928-й год он вернулся в столицу.

### Писатель Василий Ян (1928—1934)

#### Первые книги

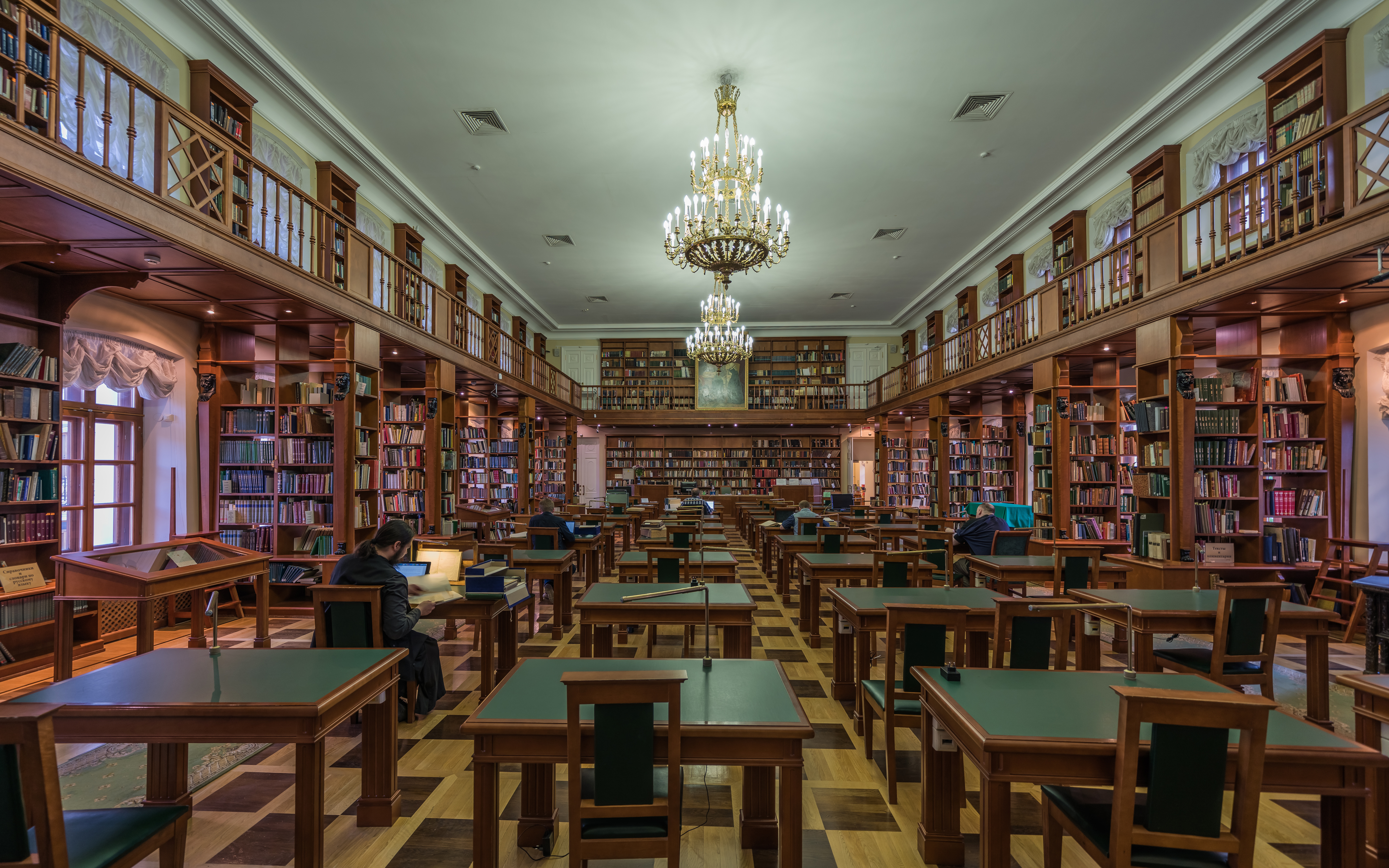
Румянцевский зал в Доме Пашкова. Здесь в 1920—1940-х годах постоянно работал В. Ян

Судя по переписке с Изабеллой Гриневской, после возвращения Василия Янчевецкого в Москву, именно Мария Маслова настояла, чтобы он профессионально занялся литературой. По его собственным свидетельствам, решение далось нелегко, поскольку дом держался исключительно на Марии Алексеевне. Тем не менее за 1928—1929 годы Василий Григорьевич опубликовал в журнале «Жизнь искусства» 10 статей и заметок — рецензии на постановки современных театров, на книги по краеведению и туризму, а также четыре рассказа во «Всемирном следопыте», выходивших под именем «Василий Ян». Ежедневно В. Янчевецкий ходил к девяти утра на Моховую улицу в здание Библиотеки им. Ленина (в научный читальный зал № 1, расположенный в «Доме Пашкова»). В этом зале у Янчевецкого, как постоянного посетителя, был излюбленный стол — в третьем ряду второй от окна; обыкновенно на его «номере» было выписано до 20 книг и журналов, и каждый день заказывались новые и сдавались просмотренные. Выписки делались в отдельных тетрадях, предназначенных для какой-либо темы; такой метод позволял очень много читать и при этом «не увязнуть» в книжной массе.
В архиве писателя среди материалов 1928 года сохранились заметки к пьесе об адмирале Колчаке «Орлы на погонах»; выдержки из опубликованных протоколов допросов А. В. Колчака, выписки из его биографии, а также схематические наброски первых сцен. Продолжения работы так и не последовало. 12 ноября 1929 года датирована заявка на три повести, предположительно, в издательство «Земля и фабрика», — «Шатры свободы» (о Персии середины XIX века), «Хакасский стрелок» (о борьбе хакасов с русскими промышленниками и казачьей вольницей) и «Рим и степь» (о нашествии гуннов). И эта работа продолжения не получила. Наконец, писатель обрёл свою тему:

Путешествия по Средней Азии, изучение прошлого её населения вызвали во мне желание описать борьбу за свою независимость древних скифов, саков, согдов и других народов, живших на территории современных советских среднеазиатских республик в IV веке до нашей эры, во время завоевания и разгрома Персии армией необычайного по смелости и военным способностям Александра Македонского.
Задумывая трилогию об Александре Македонском, В. Ян параллельно работал над ещё одной повестью — «Финикийский корабль», первыми слушателями и критиками которой стали сын писателя и его одноклассники, которым рукопись читалась по главам. Издательство «Молодая гвардия» выпустила в свет повесть весной 1931 года, и один из первых экземпляров 2 апреля отправился на Соловки — в дар брату Дмитрию, с надписью: «Дорогому брату Мите, восточному страннику. Во все века пламенные искатели высшей правды бродили по свету…». Замысел исторического романа об Александре был слишком широк, и поэтому в 1932 году в издательство была подана повесть «Огни на курганах» — центральная часть трилогии. Здесь впервые возникли цензурные трудности: автору пришлось изъять всю первую часть повести и пять глав из остальных частей. Лев Разгон, работавший редактором «Молодой гвардии» в 1931—1933 годах, в своей биографии В. Яна приводил замечания рецензентов. В частности, они требовали подчёркивать полководческую гениальность Александра, и указать, что его жестокость обуславливалась государственной необходимостью, а подозрительность к ближайшим соратникам объяснялась упреждением измены.

#### Семья и быт
Мария Алексеевна Маслова в начале 1930-х годов работала лектором и экскурсоводом в Литературном музее Льва Толстого, а сын Михаил Янчевецкий, окончив школу с аттестатом чертёжника и отслужив механиком-водителем в армии, также пытался делать литературную карьеру. Зять Н. Можаровский занимался мемуаристикой, опубликовал два романа (под псевдонимом Евгений Бурмантов), и в 1932 году стал заместителем ЖСК «Советский писатель», главой которого был Мате Залка. Дочь Янчевецкого — Евгения — служила у него «литературным обработчиком», а затем стала переводчиком при курсах иностранных языков им. Чичерина. После развода с Можаровским она вышла замуж за писателя Д. Романенко. В квартире Масловых-Янчевецких на улице Огарёва доживала свой век мать писателя — Варвара Помпеевна, которая скончалась в феврале 1933 года. После постройки кооперативного дома писателей на улице Фурманова в том же году, М. Залка помог В. Яну получить две освободившиеся комнаты в коммунальной квартире 15 дома № 4 в Столовом переулке. В одной из комнат даже сохранился камин, который стал центром семейных ритуалов: перед ним происходило чтение рукописей, празднование различных торжеств, и в нём же сжигалось отбракованное. Хотя В. Ян состоял в группкоме «Молодой гвардии», но так и не был принят в Союз советских писателей, а гонорары были скромными и нерегулярными. Долгое время вместо шкафов одежду вешали на гвозди, вместо кроватей были матрацы на козлах, этажерки для книг были самодельными; свой угол с рабочим столом В. Ян отгородил самодельной ширмой, которую сам же и расписал. Воспоминания об этих годах оставил Давид Самойлов — школьник, родители которого дружили с Янчевецкими. Несмотря на скудость быта и ограниченные доходы, Василий Григорьевич неустанно пополнял домашнее книжное собрание, которое к концу его жизни составляло несколько тысяч названий. Будучи постоянным посетителем общественных и научных библиотек, В. Ян не покупал энциклопедий или многотомных собраний сочинений; книги отбирались по принципу «нужная или любимая». В результате собрание было очень пёстрым: русские и иностранные журналы по искусству (в том числе с репродукциями любимых писателем импрессионистов), книги по русской и античной литературе, всемирной и русской истории, Востоку вообще и Средней Азии, в частности, краеведению, туризму, путешествиям, этнографии; много было поэтических сборников — русских и переводных.
Зима 1933—1934 года была суровой, дом плохо отапливался, и писателю приходилось во время работы ставить ноги на кирпич, нагреваемый на керосинке. Тем не менее Василий Янчевецкий по возможности старался вести привычный образ жизни: если бывал у дочери и сына, владевшими фортепиано, играл вальсы Шопена, ноктюрны Грига и Листа, русские, украинские и эстонские песни. Иногда устраивались и домашние вечера, на которых при свете разожжённого камина проводились чтения своих и чужих произведений, или устраивались литературные игры с сочинением сонетов на заданную тему и рассказов в 100 слов. Любил Василий Григорьевич и дамское общество. Е. Можаровская оставила следующее свидетельство о характере своего отца (она никогда не считала Василия Григорьевича отчимом):

Вот он углубился с кем-то в спор: никакого упрямства, если его убедить — меняет мнение, предварительно задумавшись. — Вспыльчив, иногда пристрастен и несправедлив. Симпатии и антипатии очень резки. Без этого нельзя быть сильным. Любит смелость — физическую и умственную. Очень прост, доступен, но ни с кем на «ты». Любит критику: слушает, опустив глаза, молча, лишь изредка морщится, словно от горького лекарства. Если возражения серьёзны и интересны, говорит вызывающе, с улыбкой: «Спасибо! Вы привели меня в ярость. Это хорошо. Полезно. Но не воображайте, что вы меня убедили». А через несколько дней он читает вещь, которой узнать нельзя.
В квартире в Столовом переулке собирались родственники и друзья, в том числе из прежней жизни. Из Ленинграда пару визитов совершил Сигма, из писателей постоянный круг общения составляли Д. Якушев, Б. Рустам-бек Тагеев, В. Язвицкий, и главный редактор «Уральского следопыта» В. Попов, поэт и переводчик М. Сандомирский. Профессиональные консультации и редкие первоисточники предоставляли специалисты — арабист М. Нечаев и китаевед К. Попов. Три летних месяца 1934 года в квартире в Столовом переулке жил досрочно освобождённый Дмитрий Янчевецкий, который даже устроился переводчиком в журнале «За рубежом».

### Жизнь Василия Яна в 1934—1954 годах

#### Издательские и личные перипетии 1930-х годов
Лето 1934 года оказалось тяжёлым для В. Яна: были отвергнуты издателями или задерживались с печатью сразу несколько книг, одолевало безденежье. Вдобавок, заболела М. Маслова, а сам писатель страдал от приступов астмы. 21 августа в дневнике появилась новая запись: издательство «Молодая гвардия» неожиданно заинтересовалось темой Чингисхана и был подписан договор на повесть в 12 авторских листов, со сроком сдачи рукописи в феврале 1935 года. Василий Григорьевич погрузился в обычные для него исторические изыскания, текст создавался мозаично, эпизодами по темам, которые захватывали его воображение. Первой была написана сцена смерти Чингисхана. К сроку оказалась готова только половина текста. После окончания текста — 12 июня 1935 года — оказалось, что сменился ответственный редактор в издательстве, который отверг рукопись, ссылаясь на «множество неточностей». Пришлось приступить к переделкам, а также заручиться поддержкой тюрколога В. А. Гордлевского и искусствоведа А. К. Дживелегова. Параллельно была подана заявка в Детгиз с планом «Батыя» — продолжения «Чингиз-хана». Эта заявка была принята, но подписание договора постоянно откладывалось. В феврале 1936 года рукопись «Чингиз-хана» была предложена в издательство «Советский писатель» и отвергнута.
Невозможность печататься означала, прежде всего, финансовую катастрофу: в одной из дневниковых записей зафиксировано, что вместо полноценного обеда пришлось ограничиться бутылкой кефира. Ранее рукопись была предложена в Ташкент в издательство «Саогиз», но и оно расторгло договор из-за непредоставления рукописи в срок. Писатель не позволил себе сломаться, сократил «Чингиз-хана» для детского чтения, отправив рукопись в Ташкент и подал заявку в Учпедгиз на историческую книгу «Золотая Орда». Зарабатывать на жизнь приходилось в секции культуры Моссовета: писатель делал ревизию фондов городских библиотек и иногда занимался с малограмотными рабочими в заводских кружках; положение спасло то, что «Молодая гвардия» полностью выплатила положенный гонорар. В 1937 году Василий Григорьевич побывал на совещании редакторов серии исторических романов «Журналгазобъединения», после которого 16 сентября ему предложили сделать трилогию о нашествии монголов. 22 ноября 1937 года была получена положительная рецензия на «Чингиз-хана» от археолога С. Киселёва, в которой роман был назван «ценным трудом». Однако и на этом работа застопорилась, поскольку главный редактор серии А. Тихонов заявил, что «Чингиз-хан» не соответствует общему уровню серии (в ней публиковались тексты Л. Фейхтвангера, А. Франса, Б. Пруса, А. Н. Толстого), предложив, ввиду его оригинальности, соавтора или редактора-консультанта. Василий Григорьевич отверг этот вариант. В 1938 году он предложил рукопись в журнал «Новый мир» и вновь получил отказ.
Перелом наступил только летом 1938 года, когда рукопись «Чингиз-хана» попала в руки профессора И. И. Минца — заведующего кафедрой истории народов СССР в Высшей партшколе при ЦК ВКП(б). Встреча историка и писателя состоялась 10 июня 1938 года и поначалу шла в русле официальной идеологии: Исаак Израилевич сообщил, что о татарах Василий Григорьевич написал так, как будто бы это было «передовое общество своего времени». Однако беседа закончилась признанием, что рукопись Минцу понравилась, и «книгу следует напечатать». 22 августа беловая машинопись была отправлена в Гослитиздат; сразу предложили договор и на «Батыя». Предисловие к «Чингиз-хану» написал С. В. Киселёв. Завершающая стадия работы тяжело далась писателю: лето 1938 года было чрезвычайно жарким и влажным, что привело к обострению астмы. Гранки В. Ян получил 30 декабря.
1937—1939 годы принесли Василию Григорьевичу Яну тяготы личного характера. Ещё в ноябре 1937 года был арестован Дмитрий Янчевецкий; дело шло к смертному приговору, но, судя по документам, он умер в тюремной больнице Ярославля 28 августа 1938 года от сердечного заболевания. Василию это станет известно только в 1943 году. Бывший зять Николай Можаровский был арестован в октябре 1937 года по обвинению в троцкизме и вредительстве, но в ноябре 1938 года он был освобождён. Летом 1939 года, казалось, наступило некоторое облегчение: гонорар за «Чингиз-хана» позволил заплатить долги и купить необходимые детали обстановки, начать приводить в порядок здоровье (и Василию Григорьевичу, и Марии Алексеевне требовались услуги дантиста). 1 декабря Мария Маслова погибла от удара током от неисправного рентгеновского аппарата. Это стало потрясением для писателя, полностью зависимого от неё в бытовом плане, и прожившего с Марией Алексеевной около 30 лет. Тело было кремировано, а урну с прахом Василий Григорьевич захоронил рядом с матерью на Ваганьковском кладбище.

#### Война и эвакуация. Сталинская премия
В феврале 1940 года Василий Григорьевич Ян сдал в Гослитиздат рукопись «Батыя» (с иллюстрациями сына Михаила), а через два месяца — сокращённый и адаптированный для детей текст «Нашествия Батыя» в Детгиз. 22 апреля 1941 года писатель был приглашён в Московский горком ВКП(б) на беседу с А. С. Щербаковым по поводу будущей повести, условно названной «Александр Невский и Золотая Орда». Уже в мае было принято решение печатать «Батыя» «книгой-молнией», первые экземпляры были получены 15 июня. После этого писатель вместе с семейством Михаила Янчевецкого отправился на дачу в посёлок Искра. Здесь он узнал о начале войны с Германией. Писатель сразу подал заявление о вступлении в ополчение, но в горкоме ему было сказано, что перо не менее нужно для фронта. 21 июля Василий Григорьевич Янчевецкий был принят в Союз советских писателей. Удостоверение № 3417 ему выдал лично А. А. Фадеев, и он мог рассчитывать на внесение своего имени в эвакуационные списки. В армию были призваны муж и сын Е. Можаровской, сын Михаил (его семью отправили в Башкирию). Во время октябрьской паники 1941 года, Янчевецкого не было среди уехавших. Михаил, получив звание лейтенанта, сумел устроить отца в эшелон шарикоподшипникового завода, и 22 октября он в третий раз в жизни отбыл в Куйбышев. Дорожный дневник он вёл на свободных листах биографии Овидия 1877 года издания и читал в пути корректуру «Батыя». В город прибыли только 7 ноября, пробыв в пути 16 суток. Оказалось, что в Куйбышеве нет работы: бригады писателей были сформированы в Чистополе и Свердловске, а штат Совинформбюро был полностью укомплектован, тем не менее продуктовые карточки от местного отделения Союза писателей он получил. В. Ян также публиковался в газете «Волжская коммуна».
Распродав вещи, и отправив деньги нуждающейся семье своего сына, Василий Ян 11 декабря 1941 года эвакуировался в Ташкент, где прошли три следующих года его жизни. 19 декабря он остановился в семье Алфёровых в переполненном беженцами доме на Ульяновской улице. Писателя прикрепили к столовой Союза писателей Узбекистана и дали хлебные карточки. С февраля 1942 года стали приходить денежные аттестаты от сына, воевавшего на фронте, а также гонорар от издания «Батыя» Воениздатом. Однако даже продажи золотого кольца с изумрудом — последней памяти от султанской Турции, оказалось недостаточно, чтобы спасти внука — тоже Михаила, который скончался от дистрофии.
12 апреля 1942 года в газете «Правда» был опубликован список лауреатов Сталинской премии за 1941 год, среди которых значился и Василий Ян. До сих пор в точности неизвестно, кто предложил его кандидатуру и поддерживал её; высказывались предположения, что это был А. А. Фадеев. По преданию, передаваемом сыном писателя, Сталин спросил, сколько Янчевецкому-Яну лет, и, якобы распорядился присудить премию первой степени, поскольку «другие ещё успеют». Утром 12 апреля В. Янчевецкого доставили в ЦК Узбекистана, где его поздравил один из руководителей республики, сфотографировали для «Правды Востока», и взяли интервью. Поздравления от коллег прислали Президиум ЦК профсоюза работников печати, Сергей Бородин (также лауреат Сталинской премии за роман «Дмитрий Донской») и Всеволод Иванов.

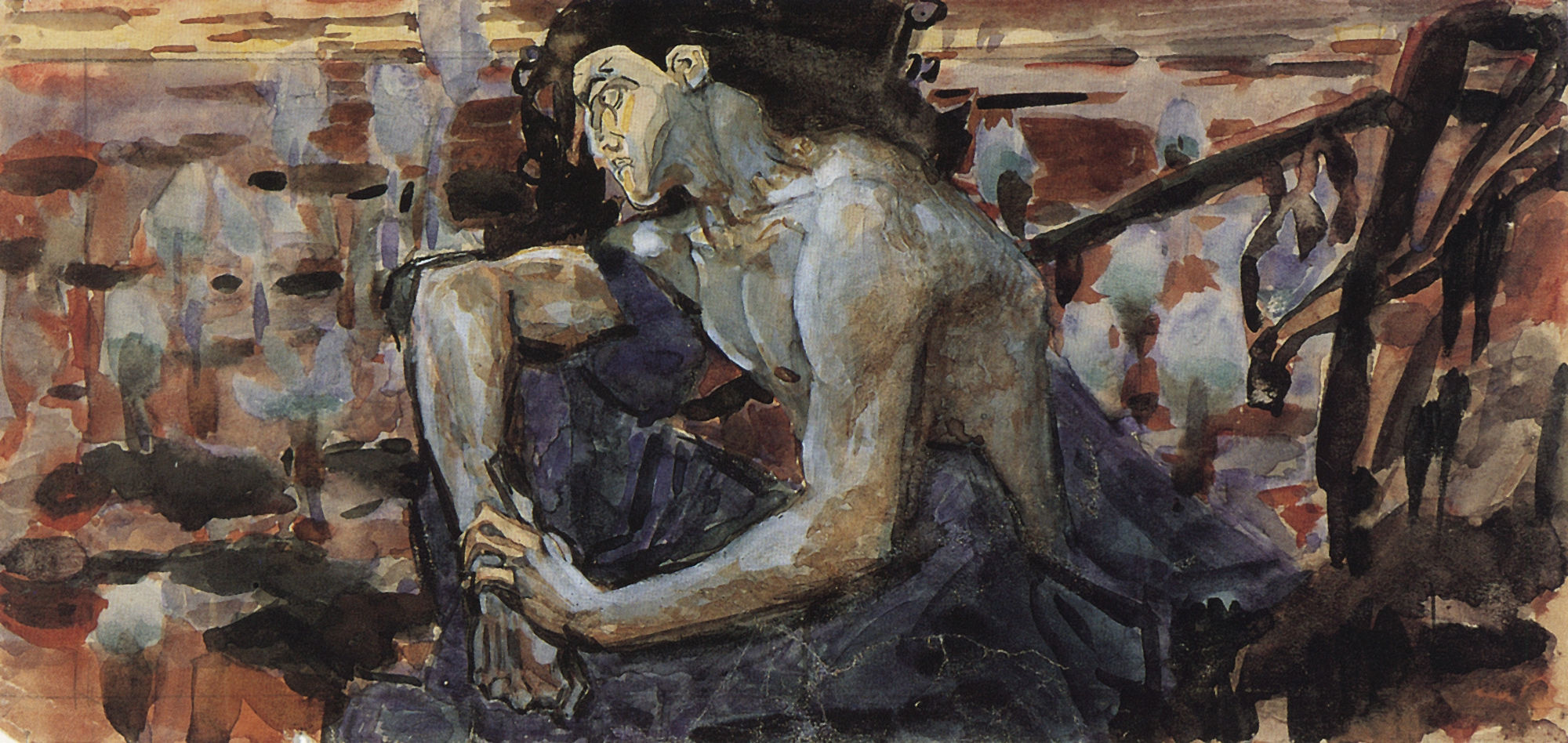
Один из эскизов «Демона сидящего» Врубеля

В течение 1942 года Василий Янчевецкий потерял обоих внуков (под Сталинградом погиб 21-летний Игорь — сын дочери Евгении), из Москвы пришло известие о кончине сестры покойной Марии Масловой, которая присматривала за квартирой. В 1943 году в Саратовлаге скончался Н. Можаровский, и пришла справка о смерти брата Дмитрия, якобы, последовавшей в том же году. Василий Григорьевич был истощён морально и физически. Некоторой компенсацией послужило предоставление комнаты в коммунальной квартире в Ташкенте, а также чек на 100 000 премиальных рублей — очень значительную по тем временам сумму. Единственное, что позволил себе писатель — купил эскизный набросок врубелевского «Демона»; часть суммы он перечислил в Фонд обороны и на танковую колонну Союза писателей, расплатился с долгами и оказывал помощь близким и нуждающимся (например, отцу Давида Самойлова). Помимо премии, повышенный гонорар предложил журнал «Новый мир» — 1200 рублей за издательский лист, что вдвое превысило гонорар от Гослитиздата.
Во время войны Василий Янчевецкий начал активно разрабатывать тему своего излюбленного героя — хана Джелаль-эд-Дина. Он написал про него повесть «На крыльях мужества» (она так и не вышла отдельной книгой, и печаталась в местных газетах в переводе на узбекский язык), создал также драмы по мотивам своих романов «Чингиз-хан» и «Батый», отдельное либретто оперы «Джелаль-эд-Дин Неукротимый» по заказу Туркменской республики. Диссонировала с его главной темой сатирическая фантазия «Ошибка, изменившая ход истории». Это была пьеса из жизни Гитлера, его окружения и одураченных ими немцев. Однако А. Фадеев счёл замысел неудачным и несвоевременным. В результате, практически все произведения В. Яна этого периода остались только в виде архивных рукописей. Также писатель увлёкся узбекским фольклором и пропагандировал народный театр кызыкчи (бродячих сказителей), об одном из которых — Юсупе Кызыке Шакирджанове — даже написал статью в газету «Правда».
В 1943 году в квартиру В. Яна переехала его добровольная помощница — Лидия Владимировна Макарова (урождённая Халецкая, семейное прозвище «Эльве»), подруга его дочери Евгении. После кончины её мужа А. В. Макарова (сотрудника Автодорожного института), она уехала в Москву улаживать дела. В начале 1944 года Василий Григорьевич слёг с двусторонней пневмонией, перешедшей в гнойный плеврит; выздоровление затянулось до весны; пришлось делать операцию. В июне 1944 года Янчевецкий официально заключил брак с Л. В. Макаровой, которая его выхаживала, и смог провести с женой более месяца в Ферганской долине в санатории «Шахи-Мардан». Здесь произошло знакомство с Садреддином Айни. По мнению сына писателя, Лидия Владимировна оказалась незаменимым для Янчевецкого помощником и доверенным человеком, которая взяла на себя все хозяйственные заботы и предоставила ему возможность творить.

#### Последние годы жизни. Роман об Александре Невском

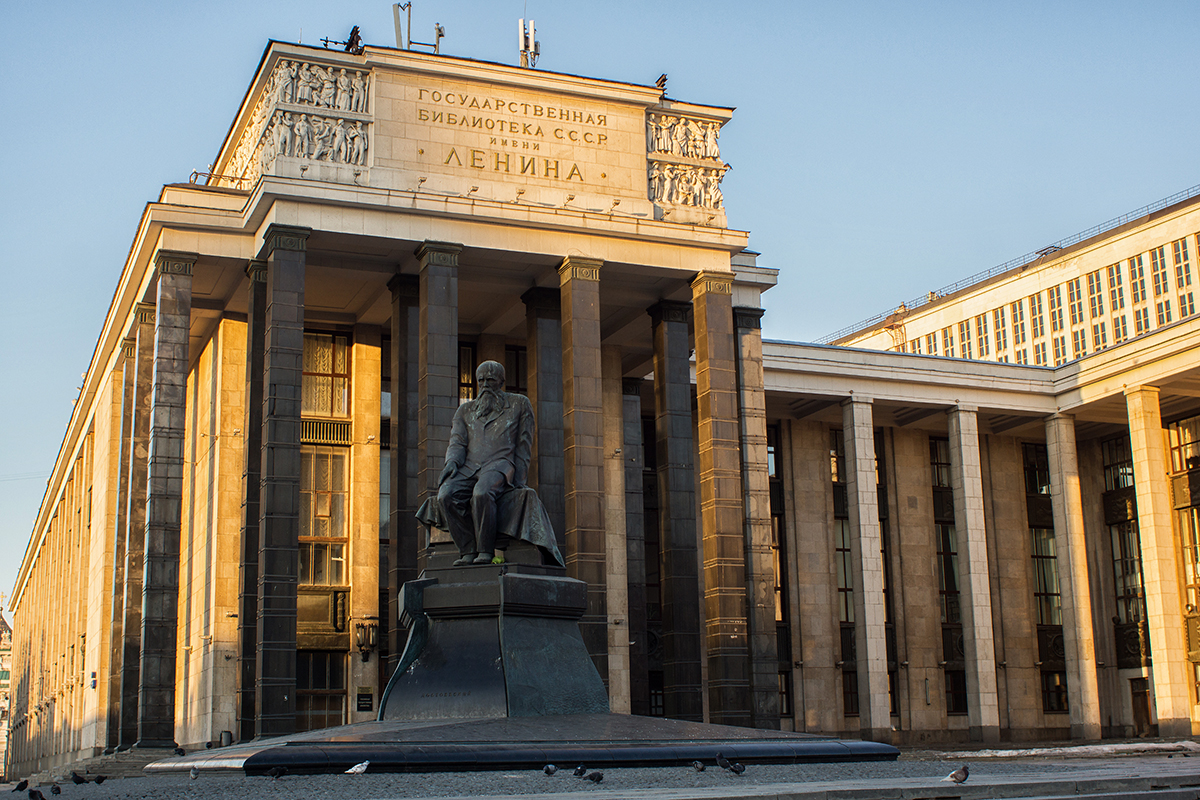
Главное здание Библиотеки им. Ленина, куда В. Янчевецкий ходил работать после войны

26 декабря 1944 года Василий Григорьевич и Лидия Владимировна Янчевецкие покинули Ташкент. В Москве они поселились в коммунальной квартире на Гоголевском бульваре, в которой комнаты были разделены общим коридором. Планы переехать в более удобное жилище существовали, но по ряду причин В. Ян десять последних лет своей жизни провёл именно в этой квартире. Дом располагался рядом с Ленинской библиотекой, но научный зал перевели в новое здание на улицу Калинина, и он казался неудобным. Не вызывала восторга и курилка, лишённая окон; вдобавок, после войны исчезли и старые знакомые. В начале 1950-х годов Василий Янчевецкий с трудом мог подниматься на шестой этаж дома на Гоголевском бульваре, и на каждой площадке общей лестницы ему поставили скамеечки.
На первом же заседании секции художественно-исторического жанра Союза писателей, В. Ян прочитал фрагменты своего завершающего романа — «Александр Беспокойный и Золотая Орда», о чём уведомляла «Литературная газета» в выпуске от 22 апреля 1945 года. Материальная жизнь Янчевецких была благополучной по послевоенным меркам: гонорары от переизданий «Чингиз-хана» и «Батыя» следовали регулярно, Детгизом были переизданы довоенные исторические повести, вышла детская книга «Никита и Микитка». В разных периодических изданиях (включая «Красную звезду», «Московский комсомолец» и «Комсомольскую правду») печатали законченные фрагменты завершающего романа трилогии — об Александре Невском. Лето 1945 года по настоянию жены Василий Григорьевич провёл в Доме творчества писателей в Переделкино, в 1948 и 1950 годах супруги посетили Ригу, в 1950 и 1952 годах — Ленинград и Таллин. Здесь жила младшая сестра писателя — Софья, которая давно обосновалась в Варшаве, но после гибели мужа репатриировалась в СССР. Последние два лета — 1953 и 1954 года — Василий Ян провёл в санатории АН СССР в Болшеве и на даче в Звенигороде. Здоровье не позволяло использовать чеховский метод — изоляцию от людей во время выработки плана, и 8-часовое регулярное писание. Первую часть — из пяти запланированных — романа В. Ян завершил в 1943 году в Ташкенте, и отдал дочери на сохранение. К январю 1947 года рукопись была закончена, однако из-за того, что специалист-историк высказал ряд замечаний, работа затянулась, и только 31 декабря 1948 года рукопись была отправлена в Гослитиздат. В этот же период Василий Григорьевич надиктовывал Михаилу мемуары, доведённые, однако, только до 30-летнего возраста. Книгу целиком он хотел назвать «В поисках Зелёного клина».
1949 год вновь стал для В. Яна мучительным. Рецензенты — по разным причинам — критиковали его роман, упирая, главным образом, на недооценку «величия Руси и Александра Невского». Главным противниками публикации выступили (как они названы в дневнике) профессор «А. А-й» (А. Арциховский) и писатель «А. Ю-в» (А. Югов). По мнению И. Просветова, причиной было то, что Арциховский активно включился в «борьбу с космополитизмом». В этой ситуации Василию Яну не могли помочь ни С. Веселовский, ни С. Бахрушин, ни, тем более, И. И. Минц, который сам оказался жертвой кампании. Алексей Югов, вероятно, стремился избавиться от конкурента, поскольку как раз в 1949 году сдавал в печать «Ратоборцев» — дилогию, одна из частей которой также была посвящена Александру Невскому. В ночь на 17 мая 1949 года был арестован Михаил Янчевецкий, который в августе за антисоветскую пропаганду получил 8 лет лагерей. Василий Григорьевич в этих условиях дошёл до министра госбезопасности В. С. Абакумова, но был ли дан ответ на его обращение — неизвестно. Во время поездки в Ленинград в 1952 году, Василий Григорьевич сумел отыскать в архиве метрику Михаила Васильевича Янчевецкого, из которой следовало, что он родился в Петербурге, а не в Стамбуле, и это повлияло на исход его дела.
В 1950 году писатель был вынужден согласиться на разделение романа, о чём сожалел в частном письме от 24 декабря. Летом 1951 года в Детгиз была сдана рукопись повести «Юность полководца» — фрагменты удалённых частей об Александре Невском, а в Гослитиздат — оставшийся текст о Батые «К „последнему морю“». Лев Разгон отмечал, что после того, как была извлечена значительная его часть, роман получился фрагментарным, утратив стилистическую и композиционную стройность. Торопливая переработка привела к тому, что некоторые второстепенные персонажи внезапно появляются, и столь же внезапно исчезают, а отдельные фрагменты более напоминают конспекты. Повесть о юном Александре вышла в свет в 1952 году, краткой рецензии она удостоилась лишь в «Пионерской правде». Несмотря на переработку, Гослитиздат не спешил с публикацией «К последнему морю», роман даже не был поставлен в издательский план 1953 года, поэтому Лидия Владимировна без ведома мужа обратилась к А. Фадееву. Тот ответил с большим опозданием 18 июля 1954 года, когда В. Ян был уже тяжело болен. Последние месяцы жизни писателя облегчили известия, что 22 мая М. Янчевецкий был досрочно — без снятия судимости — освобождён, хотя и был лишён права проживания в крупных городах. Переезжая в назначенный ему Можайск, он смог ненадолго посетить дачу в Звенигороде. Василий Григорьевич убедил Михаила подать прошение о реабилитации в Президиум Верховного Совета СССР, и лично направил письмо на имя К. Е. Ворошилова, зарегистрированное 19 июня. Тем же летом М. Янчевецкий был переведён в Воронеж, где и получил 5 августа телеграмму о кончине отца от пневмонии.
Некролог был опубликован в «Литературной газете» 10 августа 1954 года за подписями А. Фадеева, А. Суркова и К. Симонова. Гражданскую панихиду по В. Яну устроили в конференц-зале Союза писателей на улице Воровского. Он был похоронен рядом с матерью на Ваганьковском кладбище.

## Творчество

### Дореволюционный период

#### «Записки пешехода»
Дореволюционное творчество В. Янчевецкого почти не нашло отражения в современной ему литературной критике. В библиографии отмечена анонимная рецензия «Литературного вестника» на «Записки пешехода», носящая (по определению И. Просветова) «насмешливый» характер, и отзыв В. Соллертинского на «Афганский изумруд» в «Известиях по народному образованию». По мнению В. Оскоцкого, «Записки пешехода» и «Воспитание сверхчеловека», составленные из отдельных очерков, статей и рассказов, сами по себе являются частью литературного наследия В. Янчевецкого, и при том «не ученической». В журналистских публикациях «угадывался начинающий писатель». Уже в книгах 1901 и 1908 годов было очевидно влечение автора к повествовательным сюжетам, живописности, внимание к социальным, политическим и бытовым деталям, когда очерковые зарисовки перерастали в сюжетные новеллы. Возможности оперативного репортажа были тесны для Василия Григорьевича. Программным для Янчевецкого того времени Л. Оскоцкий называл очерк «Живучие люди», поскольку он выражал не только умонастроения молодого интеллигента, но и целого поколения, для которого оставалось актуальным «хождение в народ» и просветительские идеалы. В этом плане своих героев автор «Записок пешехода» воспринимал не «сверху» и не со стороны, а сострадательно, испытывая дискомфорт от несовершенства народной жизни и стремясь её улучшить. Например, в очерке «Воскресные школы» Янчевецкий выступил не только поборником развития народных школ, но и обучения грамоте девушек, в том числе взрослых. Отдельный очерк был посвящён С. А. Рачинскому — столичному профессору, племяннику поэта Боратынского, который «бросил университетскую деятельность, оставил все привычки и городские удобства и переселился в школьный дом, начав жить одною жизнью с учащимися крестьянскими детьми». Не разделяя радикальных взглядов тогдашней интеллигенции, Янчевецкий всячески пытался понять крестьянскую стихию, и пришёл к следующим выводам: 

Было время, когда мужики были робкие, забитые, когда они и пню молились и каждой бляхе кланялись. Прошло сорок лет. Выросло новое поколение, не пробовавшее крепостной узды… Каждый крестьянин обратился в маленького помещика: он хозяин над своим куском земли и своим домом; ко всему остальному миру относится с полной самостоятельностью и большим самоуважением.

#### «Воспитание сверхчеловека» и поэзия
«Воспитание сверхчеловека» носит заметно более эклектический характер. В некоторых статьях и очерках В. Янчевецкий демонстрировал консервативные, едва ли не правые убеждения, по выражению Л. Разгона: «плохо переваренное ницшеанство». Книга открывается эпиграфом из Ф. Ницше и рядом программных тезисов, первый из которых — «Россия окружена врагами…», а три последних: «Овечьи добродетели погубят Россию»; «Будущее принадлежит сильным и нападающим» и «России нет — Россия ещё будет». Вводная статья — собственно, «Воспитание сверхчеловека», вслед за Ницше противопоставляет монашеский и эллинский идеалы воспитания. Однако дальнейшее изложение превратилось, по выражению И. Просветова, «в геополитический манифест с нотками верноподданного доклада». В. Янчевецкий рассуждал о том, что на земном шаре наступает перенаселение, Германия и Австрия стремятся на славянский Восток, а с другой стороны России противостоят Китай и Япония, — эта мысль, несомненно, появилась на фронте русско-японской войны. Поэтому империя должна готовиться к великим мировым переворотам. Иностранцы превосходят русских культурой, знаниями, умением работать, трезвостью и упорством в достижении целей. Поэтому русских детей до́лжно воспитывать для грядущей борьбы на всех поприщах жизни, к чему существующая школьная система совершенно не готова. Описывая впечатления от Англии, Василий Григорьевич вновь возвращался к мысли, что будучи патриотом России, не зазорно учиться на Западе.
Корпус поэтических произведений Василия Янчевецкого, рассеянных по разным периодическим изданиям, до сих пор не собран и не являлся предметом изучения литературоведов. Вероятно, поэтические тексты выражали авторскую мировоззренческую позицию. В качестве примера И. Просветов приводил стихотворение, написанное в Константинополе, нигде не опубликованное, и восстановленное в дневнике по памяти в 1934 году. Название его — «Иншалла» («Если пожелает Аллах») — свидетельствует о признании милости и могущества Всевышнего и смирения человека перед ним.
Когда грозят удары зла,

Или страданья, иль лишенья,

Вы говорите без смущенья:

«Иншалла!»

Когда в бою смерть подошла,

Судьбы свершив предначертанье —

Засмейтесь! Ярких звёзд блистанье

Еще увидим — «Иншалла!».

Ваш верен путь и даль светла,

Но не окончена дорога…

Всегда вперёд! И скажем строго:

«Иншалла!»

### Переходный период

#### Драматургия
Пьесы, которые собственными силами сочинял и ставил В. Янчевецкий в Уюке и Минусинске, реализовывали его педагогические устремления, но были адаптированы к новым условиям. В одной из публикаций во «Власти труда» прямо утверждалось, что «театр — кафедра проповеди всего лучшего и прекрасного». Речь, таким образом, шла о раннем приобщении всех представителей народа к высшим ценностям. Ещё в декабре 1922 года была принята минусинским Политпросветом пьеса «Нита, или колчаковщина», премьера которой состоялась 4 февраля 1923 года. Сюжет её был связан с недавними событиями Омского переворота, причём у автора получилась, по выражению И. Просветова, «история о том, как ломаются жизни во времена политических потрясений». Главная героиня — Нита — в дни гражданской войны пытается вызволить своего возлюбленного-студента Днепрова из лап колчаковской контрразведки, ибо он арестован по подозрению в красной агитации. Среди прочих персонажей присутствовала даже Анна Тимирёва (под анаграммой Ратмирова), которая попросила адмирала помочь Ните. Однако контрразведка арестовывает саму Ниту. И хотя рабочие организуют налёт на тюрьму, чтобы освободить политзаключённых, в финале уголовник стреляет в спину спасшемуся Днепрову, произнеся громкую фразу (впоследствии вымаранную цензурой): «Теперь моя власть: что хочу, то и делаю». В этой постановке начальника контрразведки играл сам Янчевецкий, а Ниту — Мария Маслова. Ставил Василий Григорьевич и откровенно агитационные пьесы, такова была «Красноармейская звезда», в которой были использованы политические стихи Демьяна Бедного. Сюжет этой детской пьесы был основан на рассказе мальчика Никитки о том, что такое Красная армия, когда он учит друзей строевым приёмам. Максимально политизированной была пьеса «Вперёд по ленинской дороге», поставленная в Москве под впечатлением смерти Ленина. Её действие открывалось пионерской декламацией: «Сегодня — день народного горя». Среди героев — странник, спешащий на похороны Ленина. До Москвы пробирается и деревенский мальчик Гриша, вместе с попутчиком-беспризорником. Достигнуть цели им не удаётся, хотя беспризорника берут к себе добрые люди («Ильич помог»), а в финале Гришу утешает мать: «подрастёшь, съездишь поклониться на его могилу».

#### Новеллистика
Согласно В. Оскоцкому, новеллистика В. Яна 1920-х годов тяготела к его предыдущим журналистским очеркам и демонстрировала работу над самой разнообразной тематикой. Практически все рассказы этого периода фактологически достоверны: «Партизанская выдержка, или Валенки летом» (1922) — это новеллизация эпизода гражданской войны, описанного партизаном Петром Калистратовым. Подлинные имена охотников и рыбаков остались в рассказе «Загадка озера Кара-Нор» (1929), отразившего эпизод жизни в Туве — поход в саянские пещеры. В рассказе «В песках Каракума» (1928), отражавшего впечатления самаркандского периода, описаны боевые действия против басмачей. К этому же пласту творчества относились написанные уже в 1940-е годы рассказы, воспроизводившие впечатления от Туркменистана и Хивы начала века, например, «Демон Горы» (1944) и «Ватан» (1948). Публиковавшиеся вещи оперативно попадали в периодические издания, относясь, таким образом, к раннему периоду писательского творчества. Документальная новеллистика демонстрирует переход Василия Янчевецкого от современной ему тематики к исторической. Окончательный выбор исторического жанра происходил постепенно, и был предопределён всем жизненным опытом писателя, который обострил в нём чувство историзма, способность переживать историю нравственно и эстетически.

### Историческая проза 1920—1930-х годов

#### Древний Восток и Античность
Первая историческая повесть В. Яна — «Финикийский корабль» — в некотором смысле была связана с его дореволюционным опытом писателя-путешественника. Текст вводится мистификацией: якобы, на раскопках Сайды была обнаружена древняя клинописная библиотека, в которой нашлись записки моряка, ставшие основой для данной истории. Главными источниками писателю послужили греко-римские авторы и Библия. Это позволило представить широкую картину средиземноморской Ойкумены на рубеже I тысячелетия до н. э. Ради своих замыслов Василий Янчевецкий пошёл на анахронизм: отправившись в Иерусалим во времена царя Соломона, герои не смогли бы попасть затем в Карфаген, ибо этот город был основан лишь столетием позже. Не могли герои встречаться и с Санхуниатоном, который жил столетием ранее Соломона. Переиздание «Финикийского корабля» 1947 года вызвало рецензию А. Я. Абрамовича в журнале «Вестник древней истории». Рецензент отметил художественные достоинства повести и её историческую достоверность, хотя и скрупулёзно перечислил расхождения как с данными археологии (при описании древних гуанчей или Карфагена), так и с положениями советской исторической науки 1940-х годов. В сугубо литературном отношении А. Абрамович назвал текст «незаконченным»: осталась неизвестной судьба плотника Якира, исчезновение которого послужило затравкой сюжета, так же, как и не было описано возвращения главных героев домой. Завершается рецензия констатацией занимательности сюжета и допустимости для писателя-историка «известной свободы в изложении исторических фактов». А. Немировский отмечал, что в этой ранней повести проявились идеи, которые в дальнейшем будут реализованы во всех последующих произведениях: стремление народа к счастью и свободе, причём носителями и активными борцами за идеалы непременно являются простые люди, которым противостоят тираны и себялюбцы.
Объёмная повесть «Огни на курганах» (как и параллельно создаваемый «Спартак») В. Оскоцким признавалась программной, поскольку была первой декларацией исторической правды, преобразовываемой писателем в художественную правду авторского повествования. В. Ян не побоялся пойти против древней и современной историографии, в которой личность Александра Македонского была окружена ореолом величия и благородства. Согласно А. Немировскому, в этом немалую роль сыграли личные впечатления Василия Янчевецкого, который объехал практически все те места, в которых в древности побывала армия Александра. Он также разделял взгляды В. В. Григорьева, который впервые показал Спитамена не как бунтовщика против «благодетеля азиатов», а как предводителя народного восстания против завоевателей. Василий Григорьевич активно полемизировал также с И. Дройзеном, чью «Историю эллинизма» приобрёл в 1928 году. При этом мышлению В. Яна был присущ подлинный историзм, поскольку он прекрасно понимал всю разницу побудительных мотивов «народа» — разделённого образом жизни (земледельцы и скотоводы), социальными и этническими границами. Примечательно, что повесть В. Яна в известном смысле опередила исторические исследования, посвящённые среднеазиатским походам Александра. Однако его не миновали тенденции 1920-х годов: знатного согда Спитамена писатель превратил в нищего погонщика караванов — тюрка. Равным образом, он сохранил жизнь полюбившемуся ему герою, и умолчал о массагетах, которые заключили с Александром союз. В лирических отступлениях и рассказах разных персонажей, Василий Ян показал эволюцию личности сына Филиппа от бескорыстности и доброжелательности в холодного и самолюбивого владыку, презирающего даже некогда самых близких ему людей.
Из-за редакторских перипетий 1930-х годов и поглощённости циклом «Нашествие монголов», В. Яну не удалось завершить «Огни на курганах». В дневнике за 1951 год он наметил план добавления изъятых ранее и вновь написанных глав, в которых можно было бы реализовать намеченные сюжетные линии (например, убийства Филоты и Чёрного Клита), что позволило бы показать чуждость Александра не только жителям Азии, но и «своим» — грекам и македонянам. Перечисленное не умаляет художественных достоинств текста: именно в этой повести Василий Григорьевич выработал характерный для него литературный стиль, продемонстрировал умение лепки образов, а также описания этнографических реалий, близость к древним описаниям которых отмечал ещё в начале XX века.

Скифская симфония. Акварель В. Яна, 1928

Некоторые нереализованные сюжеты образовали самостоятельные рассказы, такие как «Голубая сойка Заратустры» и «Письмо из скифского стана». В первом из них явно содержится полемика с собственными ницшеанскими симпатиями молодости писателя. Жрец Правды — служитель Заратустры, осмелившийся возразить Двурогому Александру, лишился языка, а его священные книги были уничтожены. Александр, тем самым, предстал перед читателем как негативный двойник — Лже-Заратустра, признающий только собственную индивидуальную волю. Рассказ «Письмо из скифского стана» был написан ещё в 1928 году, и позволяет судить о творческом методе писателя. Сюжетно, это история воина Аристоника, попавшего в плен к скифам; данная линия осталась в повести оборванной. Оформлен сюжет в виде письма воина своему повелителю, якобы, сохранённого скифскими амазонками, и расшифрованного реально существовавшим учёным В. К. Ернштедтом, у которого в университете студент Янчевецкий занимался греческой палеографией. Примечательно, что тем же годом датирована акварель «Скифская симфония», которая является лишь одним из примеров того, что писатель шёл от визуальных образов к словесным.
Попытка адаптации теории классовой борьбы к литературе проявилась в нескольких произведениях В. Яна на античную тему. Примером является новелла «Трюм и палуба», сюжет которой навеян находкой кораблей озера Неми, о которой писатель узнал из итальянского иллюстрированного журнала. Писатель воспользовался возможностью предметно представить «классовую структуру императорского Рима в виде палубы, предназначенной для роскоши и наслаждений эксплуататоров, и трюма, преисподней, для страданий и тяжелого труда рабов». Важным источником образов стала и поэзия Горация, в которой государство представало в виде корабля, а также описание излишеств Калигулы, данных у Светония. В духе эпохи, в финале повести после гибели корабля один из героев — Тетриний, разбив оковы, бежит в горы, чтобы начать вооружённую борьбу. До 1934 года писатель работал над повестью «Овидий в изгнании», которая так и осталась, по сути, прологом. Обстановка, в которую В. Ян поместил своего героя, разительно контрастировала с собственными текстами поэта. Проявилась здесь и излюбленная тема дружбы с местными «варварами».

#### «Спартак»: повесть и либретто
На рубеже 1920—1930-х годов В. Ян пытался совместить собственные писательские интересы с актуальными политическими запросами. Вдохновлённый 2000-летием годовщины восстания Спартака, Янчевецкий сознательно противопоставлял свою повесть известному роману Р. Джованьоли в котором «автор заставляет Спартака вести себя недостойно вождя восстания». Главное, что не устраивало В. Яна у предшественников, — не только Джованьоли, но и у Сорена и Мажана, Сешеля или Эрнста фон Вильденбуша — несоответствие античным источникам и навязчивый мотив любовной связи народного вождя и патрицианки. Писатель, считая вымысел важнейшим компонентом исторического художественного произведения, настаивал, что он не должен противоречить исторической правде. Главные акценты были поставлены на «неудержимое стремление порабощённых к свободе», а главная идея была сформулировала следующим образом: «лучше смерть в борьбе за свободу, нежели рабское существование». Отказавшись от романтизации образа Спартака, В. Ян был вынужден подчёркивать чистоту и благородство помыслов его как вождя восставших, которые возвышали его над своим временем. Это позволяло играть на контрасте с действительными реалиями античной эпохи: например, описана децимация, которую провёл Красс. Однако В. Оскоцкий не считал повесть творческой удачей писателя, поскольку поэтика её была построена на патетике, проистекающей из вторжения публицистики в сюжетное действие. Патетичен и финал: «кровавым памятником победы Красса над Спартаком» возвышаются «шесть тысяч крестов, на которых живыми были распяты захваченные в плен гладиаторы».

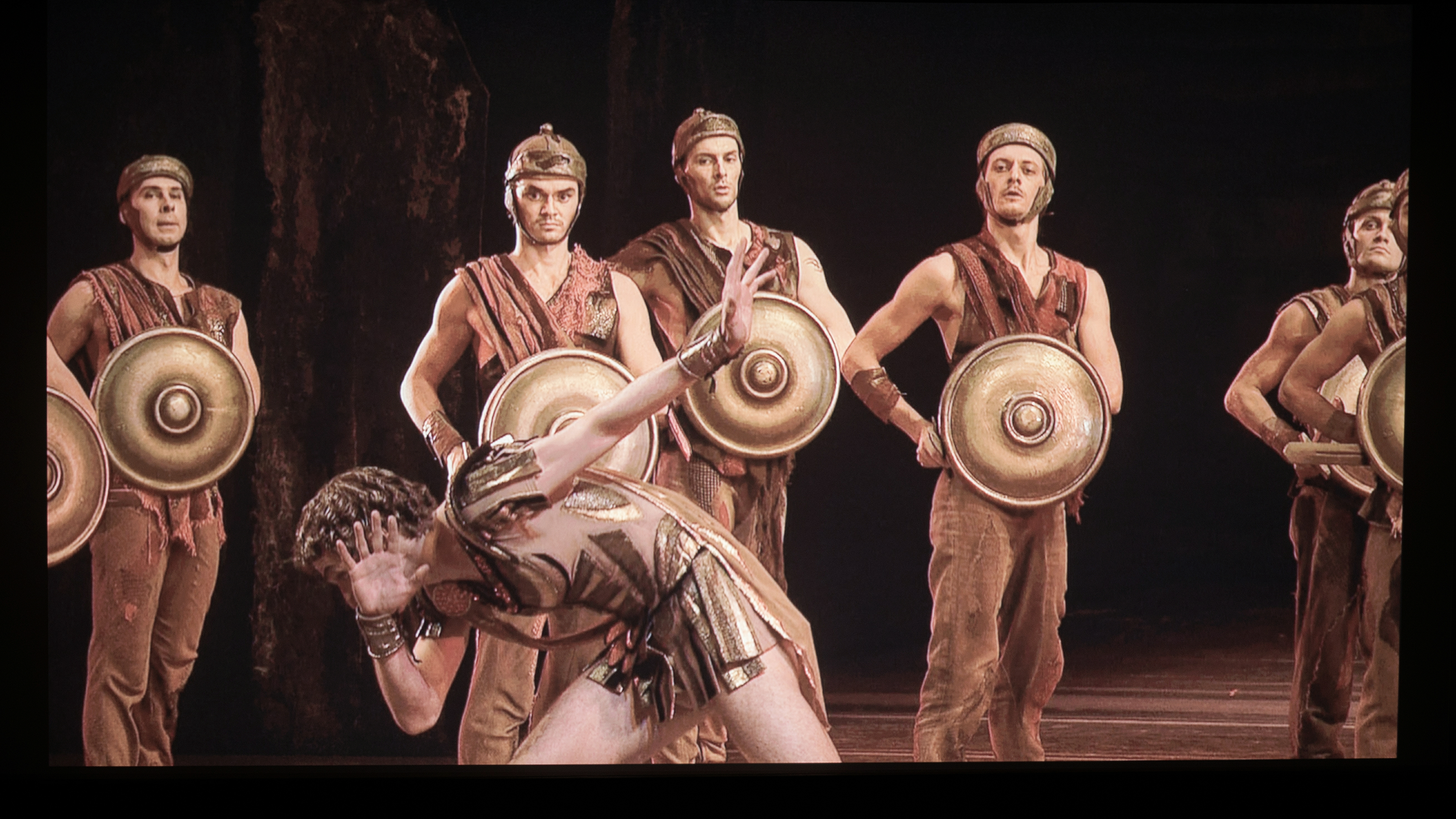
Сцена из балета «Спартак» в постановке Ю. Григоровича. Большой театр, октябрь 2013 года

Повесть была опубликована «Молодой гвардией» в 1933 году, и тема настолько захватила Василия Григорьевича, что он написал балетное либретто, одобренное художественным советом Большого театра. Предполагалось заказать музыку Кабалевскому, Шостаковичу или Мясковскому. Одновременно Ян выступил как соавтор постановки в Тбилисском театре. По утверждению М. Янчевецкого, постановка сорвалась, поскольку были репрессированы лица, отвечавшие за неё и в Москве, и в Тбилиси, а далее появился балет Арама Хачатуряна.
По версии С. Б. Потёмкиной, В. Ян был первоначальным автором либретто, впоследствии приписанного единоличному авторству Н. Д. Волкова. В марте 1932 года дирекция Большого театра совместно с редакцией «Комсомольской правды» объявила конкурс на создание оперных и балетных либретто, приуроченного к 15-летию Октябрьской революции. В конкурсе участвовали, преимущественно, непрофессионалы, в том числе Вера Евтихиевна Ширвадзе со сценарием балета «Спартакиада», первоначально забракованного комиссией. Спустя полгода на конкурс был представлен сценарий балета «Спартак» В. Ширвадзе со специально написанной музыкой Т. Н. Вахвахишвили. После того, как партитура была отвергнута, сценарий начал существовать самостоятельно, причём переработанный вариант (комиссия постановила, что сценарий не отвечает требованиям к либретто) было предложено представить к 25 декабря 1932 года; но прослушивания так и не состоялось. Из выявленных в архиве ГАБТ материалов следует, что В. Е. Ширвадзе была тогда студенткой и, вероятно, близкой знакомой В. Яна. В 1933 году он даже переработал либретто в оперное, в чём ему вновь содействовала В. Ширвадзе.
Идея превращения «Спартака» в балет появилась у В. Яна после общения с К. Голейзовским, который обратился к писателю для подбора материала для постановки на древнегреческую тему. Поскольку дело не двигалось, в октябре 1933 года В. Ян обратился к А. С. Енукидзе, преподнёс ему экземпляр повести и попросил обратить внимание на партитуру Т. Н. Вахвахишвили, с уточнением: «по хронометражной диспозиции балетмейстера Голейзовского». Через пять дней последовало указание дирекции Большого театра из секретариата президиума ЦИК СССР заслушать балет Т. Н. Вахвахишвили. На заключительном заседании жюри было принято следующее решение: «Сценарий ясно и развлекательно развивает историю восстания „Спартака“, однако допускает ряд ошибок, устранение которых позволит считать этот сценарий интересным материалом для балетного спектакля». На премию либретто претендовать не могло, но удостоилось похвального отзыва. В августе 1934 года В. Ян срочно приступил к написанию повести «Чингиз-хан», и более не мог заниматься сценарием и либретто. В декабре того же года была назначена постановочная группа «Спартака», включающая композитора Б. Асафьева. Судя по документам, с 1933 года сценарий В. Яна был без предупреждения автора передан Н. Волкову, и балет был внесён в постановочный план. В конечном счёте именно Н. Д. Волков довёл работу до конца и добился постановки.

#### История и индустриализация
После призыва М. Горького включаться в создание истории фабрик и заводов Василий Янчевецкий наметил ряд исторических тем, «созвучных современности», и занимался изучением научно-технической мысли. Машметиздат в 1934 году издал написанную им биографию Роберта Фултона (рецензию на неё дал Григорий Адамов). Тогда же писатель предложил этому издательству книгу для юношества в «полубеллетристической форме» по истории металлургии, озаглавив её «От домницы до домны». Он даже готовился к командировке на Новотульский металлургический завод, которая так и не состоялась. В итоге был начат цикл повестей, которые именовались автором «Рудознатцы» либо «Повести о железе». В архиве сохранились рукописи «Секрета алхимика» и «Поездки по Московии», и в 1934 году была опубликована повесть «Молотобойцы» («Молодой гвардией» и журналом «Знание — сила»). В целостном виде они должны были составить единый цикл, связанный преемственностью темы и исторических событий, литературными героями, чьи потомки действовали из книги в книгу. «Секрет алхимика» был посвящён средневековому Хемницу и Георгу Агриколе. Потомки персонажей этой повести были приглашены Петром Великим в «Поездке по Московии». Россия в этой повести должна была предстать в восприятии иностранцев, ожидавших встречи с «дикими варварами», но встретивших самобытный народ с древней культурой «рудознатцев» и «молотобойцев». Однако довести замысел до конца писателю не удалось. Единственный опубликованный текст — «Молотобойцы», по времени и месту действия продолжал предыдущие. В дневниковой записи от 29 сентября 1933 года, Василий Григорьевич утверждал, что повесть его — прямое продолжение «Записок пешехода», в которых он пытался отыскать «русский дух и какую-то правду» (курсив автора). В. Ян несколько раз пытался завершить и опубликовать «Повести о железе» целиком, но работа над циклом «Нашествие монголов» так и не позволила это сделать.
В сентябре 1934 года Василий Григорьевич совершил путешествие из Ленинграда до Белого моря Беломорканалом, поскольку Госстройиздат заказал ему книгу о сравнении опыта Беломорстроя и возведения Панамского канала. Издательство приняло рукопись, но по каким-то причинам она не вышла в свет и впоследствии затерялась. Столь же печальной оказалась судьба фантастической повести на злободневную тему — о борьбе держав за Тихий океан. В 1932 году В. Ян подал в «Молодую гвардию» заявку на повесть «Энигма», названную по имени яхты главного героя — американца Рутцена, прототипом которого был Херст. Остросюжетный политический памфлет был написан быстро, и в нём, согласно воспоминаниям М. Янчевецкого, писатель спрогнозировал будущую войну США с Японией, появление ядерного оружия, испытания которого будут проведены на атолле Тихого океана, и международную ассоциацию борцов за мир (называемую в повести «Асинсоль»). Издательство заключило с писателем договор, но во внутренней рецензии всё перечисленное было объявлено невероятным.

### Историческая трилогия Василия Яна

#### Место исторической прозы В. Яна в истории литературы
Исторические повести и романы Василия Яна быстро завоевали популярность и оставались востребованными в самые разные периоды существования СССР и современной России. В «Лексиконе русской литературы XX века» В. Казака указано, что в канун Второй мировой войны тематика романов В. Янчевецкого — сопротивление превосходящей силе противника, оккупация, борьба за освобождение, — была особенно актуальна, что и стало причиной присуждения Сталинской премии. По сути, это было повторением официальных советских оценок, первая из которых была дана А. Фадеевым ещё в 1942 году: романы Яна «воспитывали в советских людях готовность защищать свою Родину, воспитывали национальную гордость. Это были полезные, своевременные произведения, отклик писателя на требования грозного времени…». Прямые параллели событий монгольского нашествия и Великой Отечественной войны в трактовке В. Яна проводила Л. Александрова. Лев Разгон объявил Янчевецкого «верным продолжателем гуманных традиций великой русской литературы», который «будил в людях гордое сознание человеческого достоинства, уверенность в том, что люди способны сломать самую страшную, самую сильную машину захвата и угнетения». Наконец, И. Кондаков обратил внимание на то, что новый пик интереса к творчеству писателя наметился на рубеже 1980—1990-х годов, когда «те, кто остался на обломках империи, с тревогой вглядывались во мглу веков, пытаясь угадать свою дальнейшую судьбу в потоке истории: книги Яна давали ответы на подобные вопросы». Американский исследователь Дэн Унгуряну (Вассар-колледж) помещал имя В. Яна в широкий литературный контекст, в один ряд с Ю. Тыняновым, А. Толстым, Р. Гулем, М. Алдановым, Ю. Трифоновым, В. Ивановым, и даже Б. Окуджавой, Н. Эйдельманом и В. Пикулем.
Василий Ян настаивал на том, что все его объёмные художественные тексты являются повестями. С этим не соглашались ни его биографы, ни литературоведы, которые анализировали его трилогию «Нашествие монголов»: и Л. Разгон, и Т. Лобанова, В. Оскоцкий, С. Петров именовали «Чингиз-хана», «Батыя» и «К „Последнему морю“» романами. В литературоведении В. Ян однозначно причислялся к представителям советского исторического романа, в котором повествование сосредоточено на знаменательных событиях прошлого и выдающихся исторических деятелях. Особенностью текстов лично В. Яна Л. П. Александрова называла то, что его главные персонажи — отрицательные исторические личности. Писатель, в соответствии с духом эпохи, утверждал, что «сила исторической личности — в её связи с массами, в умении организовать массы, предвидеть ход исторического движения». Мысль эту В. Ян выражал и в более откровенном виде: в статье 1943 года «Проблема исторического романа» он заявил, что исторический роман должен быть «учителем героики». Общим местом стало также сопоставление романа «Чингиз-хан» с «Жестоким веком» И. Калашникова. Роднит эти романы (и «Ратоборцев» Югова) стремление выйти за хронологические рамки изображаемого действия, когда в романе создаются образы двух времён: подготовки события и его свершения, что проецируется на формирование характера героя и его действия. Границей рассматриваемых времён является знаменательное событие, оказавшее влияние на исторические судьбы народа.

#### Писательский метод
В. Ян рефлексировал над мастерством исторического романиста. Он считал невозможным безусловное соблюдение научной точности в описании жизни героя, особенно, когда нет суждений очевидцев и зафиксированных подлинных речений. В этом плане задачу писателя он воспринимал двуединой — с одной стороны, держаться исторических ориентиров, с другой — свободно творить, отбирая из «хаоса возможностей» индивидуальные черты своего героя, стараясь создать полнокровный живой образ. Иными словами, Василий Григорьевич являлся убеждённым сторонником свободы творческого домысла и фантазирования, при условии, что они будут основаны на научно-историческом фундаменте. В этом плане писатель выделял два типа исторических романов: первый — романтико-развлекательный, второй — эпический, который предпочитал он сам. Для второго типа характерен обширный план и глубина замысла.

Историческому романисту, настаивал Василий Ян, «должна быть предоставлена полная свобода искать и создавать новые формы выражения своих замыслов… Показывая любимые героические образы прошлого, автору нужно быть искусным зодчим, как в общем плане, так и в мелочах, уметь по-своему видеть мир, соблюдать чистоту каждой речи, иметь свой собственный слог, чувствовать соответствие данной формы избранному содержанию…».
С. Петров критиковал роман «Чингиз-хан» на том основании, что его автор «нередко превращается из художника-живописца в рассказчика-комментатора». Напротив, Л. Александрова очень высоко оценивала метод документирования, который был применён Василием Яном. Она утверждала, что этот метод был им почерпнут из «Капитанской дочки» А. С. Пушкина: необходимые цитаты из документов — в том числе Ибн-Хазма или Саади или Н. Костомарова и В. Бартольда, — переносятся в эпиграфы глав романа. Это позволяет освободить текст и позволяет использовать целостность как элемент художественного времени. Достоверность сообщаемому придаёт сквозной персонаж трилогии — летописец Хаджи-Рахим, от лица которого передаются многие эпизоды. Авторский стиль Янчевецкого В. Оскоцкий характеризовал как «красочно-яркий и пёстрый», но он не всегда мог «плотно состыковать многоразличные слагаемые». Дмитрий Быков невысоко оценивал стиль письма В. Яна, утверждая, что это — «орнаментальная проза в духе Серебряного века, в которой ничего особенно интересного, никаких литературных открытий не содержится».

#### Современность истории

Чингисхан, каким его увидел во сне Василий Ян. Рисунок В. Г. Янчевецкого, 1937

Ситуация в мире 1930-х годов повлияла на содержание романа «Чингиз-хан» и прямо, и опосредованно. Сын писателя — М. В. Янчевецкий — отмечал, что заявку в издательство «Молодая гвардия» Василий Григорьевич подал под впечатлением от прихода к власти Гитлера, и она была чрезвычайно быстро принята. В. Оскоцкий утверждал, что рукопись обратила на себя внимание М. Горького, который и передал её на рецензию И. И. Минцу, охарактеризовав книгу как «интересную». Между тем, создание этой книги оказалось нетривиальным по ряду обстоятельств: её корни находились в романтическом миросозерцании молодого путешественника. По его собственным воспоминаниям, экспедиционная партия Янчевецкого встречала новый, 1904-й год в пустыне Северного Ирана.

Мне приснилось, что при входе в свою юрту сидит Чингиз-хан. Он сидел на пятке левой ноги, руками охватив правое колено. Пригласил меня сесть рядом, и мы стали беседовать. Неожиданно он предложил мне побороться … «Ты же меня сильнее?» — «А мы попробуем», — ответил он спокойно. И мы стали бороться в обнимку, по-русски, переступая с ноги на ногу. Я почувствовал, как Чингиз-хан могучими объятиями начинает гнуть мне спину, сейчас переломит хребет!.. «Что делать? Как спастись?..» — подумал я во сне. — «Ведь сейчас будет мой конец! Смерть! Темнота!..». Но счастливая мысль осенила меня: «Ведь это только сон! Нужно проснуться!..» И, сделав усилие, я проснулся. Пустыня спала. Не было Чингиз-хана, пронизывающего взгляда его колючих глаз. Но с этой минуты образ завоевателя стал для меня живым…
Во второй раз этот сон пришёл в ночь на 1 марта 1935 года, когда в разгаре была работа над романом. Дневниковая запись об этом была стихотворной:
Я был вчера в объятьях Чингиз-хана,

Он мне хотел сломать спинной хребет!

Но человек — игра и радостей и бед,

И светится ещё звезда Софера-Яна!..
Одной из существенных сложностей при написании романа стал выбор тематики, сюжета и композиции. В одном из интервью В. Ян говорил:

Сперва я колебался, описать ли всю жизнь Чингисхана или ограничиться одним периодом или эпизодом его жизни? Я пришел к выводу, что необходимо изучить возможно подробнее всю его жизнь и эпоху. А эпизод выбрать наиболее близкий и значительный для советского читателя: вторжение армии Чингисхана в Среднюю Азию, на те земли, где теперь находятся советские республики…
В. Оскоцкий считал, что и своим успехом, и мучительными издательскими перипетиями трилогия «главных книг» В. Яна была обязана их идеологизированности. Невозможность в течение пяти лет опубликовать «Чингиз-хана», даже при благожелательности М. Горького, объяснялась и тем, что обличение тирании в 1930-е годы было небезопасным. К началу Второй мировой войны поменялась конъюнктура и роман стал один из первых, которыми
советская литература отвечала на социальный заказ эпохи. Дмитрий Быков в 2016 году заявил, что присуждение Янчевецкому Сталинской премии было многозначно, поскольку именно романы об Орде «показали Сталину идеальный образец, из которого его империя выросла».

#### Идеология и творческая свобода
Автор и критики воспринимали трилогию как единое целое, которому свойственны одинаковые литературные приёмы и методы художественной реализации тех или иных исторических событий. Один из важнейших сквозных сюжетов в «Чингиз-хане» — конфликт отца и сына: разлад между великим каганом и его старшим сыном Джучи — наместником в Хорезме. Писатель описал Джучи как кривое зеркало самого Чингисхана, похожего на отца всем, включая «холодный взгляд зеленоватых глаз, пристально и мрачно глядящих на всё вокруг». Заподозрив в нём соперника, отец отослал старшего сына в самый крайний угол своего царства. Здесь проявилась, начатая ещё в «Огнях на курганах», тема культа всепроникающего насилия и жестокости, которая в ближайшем окружении тирана пронизывает и определяет даже семейно-бытовые обыкновения. Поэтому Джучи у Яна был убит наёмниками, подосланными своим отцом, — самым варварским из возможных способов — «переломанным, по монгольскому обычаю, хребтом». В этом плане Василий Ян не чурался прямолинейности, и реализуя сверхзадачу — обличения тирана — он представлял нарочито обличительные описания. Даже внешний облик Чингисхана неэстетичен и отталкивающ: если он весел, то хлопает «большими ладонями по грузному животу», и рот его растягивается «в подобие улыбки», и хохот уподобляется лаю «большого старого волкодава». Если гневен, приказывает накормить борзую собаку «сердцем мальчишки» — сына поверженного Джелаль-эд-Дина, и когда «палач-монгол, улыбаясь до ушей от гордости», подносит ему «маленькое дымящееся сердце», он кряхтит, «как старый боров».
Композиция трилогии выстраивалась на основе хроники монгольского похода на Запад. Соответственно, кульминацией и финалом первой книги является смерть «Потрясателя Вселенной». Во второй части действует его внук Бату, с которым дед связывал надежду продолжения великого дела. Собственно сюжет трилогии задан историей и географией завоевательных походов Чингисхана и Батыя. В двух частях трилогии удалось добиться гармонического единства содержания и формы, основанного на глубоком знании исторической реальности. Например, когда Субудай и Джебе отправляют гонца в Монголию после битвы при Калке, не зная письма, они составляют послание в виде песни, и заставляют посланника пропеть её «девятью девять раз», из-за того, что девятка у монголов была священным числом. Равным образом, при первом появлении малолетнего Бату-хана, из колчана его торчало три стрелы с красным оперением, положенных ему по рангу. Финал «Батыя» был очень своевременным для самого тяжёлого военного года — 1942-го: он был построен на контрасте двух глав. Лейтмотивом главы «А Русь-то снова строится!» является перестук топоров на пожарище, тогда как в главе, посвящённой торжеству победителей «На далекой родине», вместо триумфа — жалобные песни. Старый Назар-Кяризек, вернувшись к родной юрте, вместо добычи привёл четырёх коней с пустыми сёдлами — его сыновья полегли в походе на Русь.
Единства не удалось сохранить в завершающей книге трилогии, которая так и не опубликована в изначальном виде. Из целостного романа «Золотая Орда и Александр Беспокойный» пришлось удалить целые главы, позднее опубликованные как самостоятельные новеллы: «Возвращение мечты», «В орлином гнезде „Старца горы“», «Скоморошья потеха», и искусственно разделить роман на два текста — «К „Последнему морю“» и «Юность полководца». Именно это привело к критике, когда, например В. Пашуто осуждал авторское отношение к историческим источникам и то, что Ян периодически «сбивается на исторический пересказ, полный ошибок и неточностей». Ещё больший перечень последствий разделения привёл Л. Разгон: в романе «К „Последнему морю“» очевидны разрывы между отдельными частями, «клочковатость» эпизодов. Идеологический заказ сильно сказался на тексте: после войны активно внедрялась «теория бесконфликтности» с её установочной ориентацией на идеального героя. Дошло до того, что писателя открыто заподозрили в злонамеренном возвышении Батыя над нарочито приниженным Александром Невским. Хаджи-Рахим — выразитель авторских устремлений (так называл себя В. Ян в 1930-е годы) — восхвалял Искандера Двурогого, то есть Александра Македонского, заявляя, что слава его — «истинная, вечная слава». Изменились и образы «служивой интеллигенции»: если советник Чингисхана Елюй Чуцай и даосский мудрец Чан-чунь возражают ему и грозят карами неба, то строитель золотого ханского дворца Ли Тунпо почтительно говорит Бату-хану, что подданные любят его за справедливость и заботу о благе народа. Критики называли и иные «художественные издержки»: с одной стороны, избыточность исторической информации, с другой — утрату «педантической точности» к историческим деталям. Например, плотовщики, гоня лес по Волге по приказу Александра Новгородского, поют «Уж как пал туман на сине-море», тогда как эта песня появилась только в XVIII веке. Л. Разгон обратил внимание на то, что вообще произведениям В. Яна была несвойственна любовная линия. Тем большим контрастом является изобилие женских персонажей в романе «К „Последнему морю“»: надменная греческая царевна Дафния, «способная возбуждать глубокую страсть»; правительница Биби-Гюндуз; любимая жена Бату — Юлдуз, впоследствии отравленная соперницами; половчанка-шпионка Зербиэт-Ханум, и некоторые другие.
Лучшим в романе В. Оскоцкий считал изобразительную силу описания похода Бату-хана «на закат солнца», поперёк которого встал Киев, приняв трагическую эстафету Рязани и других спалённых в «Батые» городов, устами своих послов заявив «категорический отказ добровольно покориться татарам». Василий Григорьевич хотел противопоставить прямолинейный напор Бату-хана осторожности Александра Ярославича, который, разгромив шведов и ливонских рыцарей, всеми силами избегал прямой конфронтации с Ордой. Таким образом, если Чингисхан и Бату-хан в художественном мире В. Яна олицетворяли разрушение, то Александр Невский персонифицирует созидание, равно проявляемое и в ратных делах, и в управлении государством. Это не удалось в полной мере, однако даже разведя образы по разным книгам, писатель продемонстрировал их полярную противоположность.

## Память

### Издания и биографии

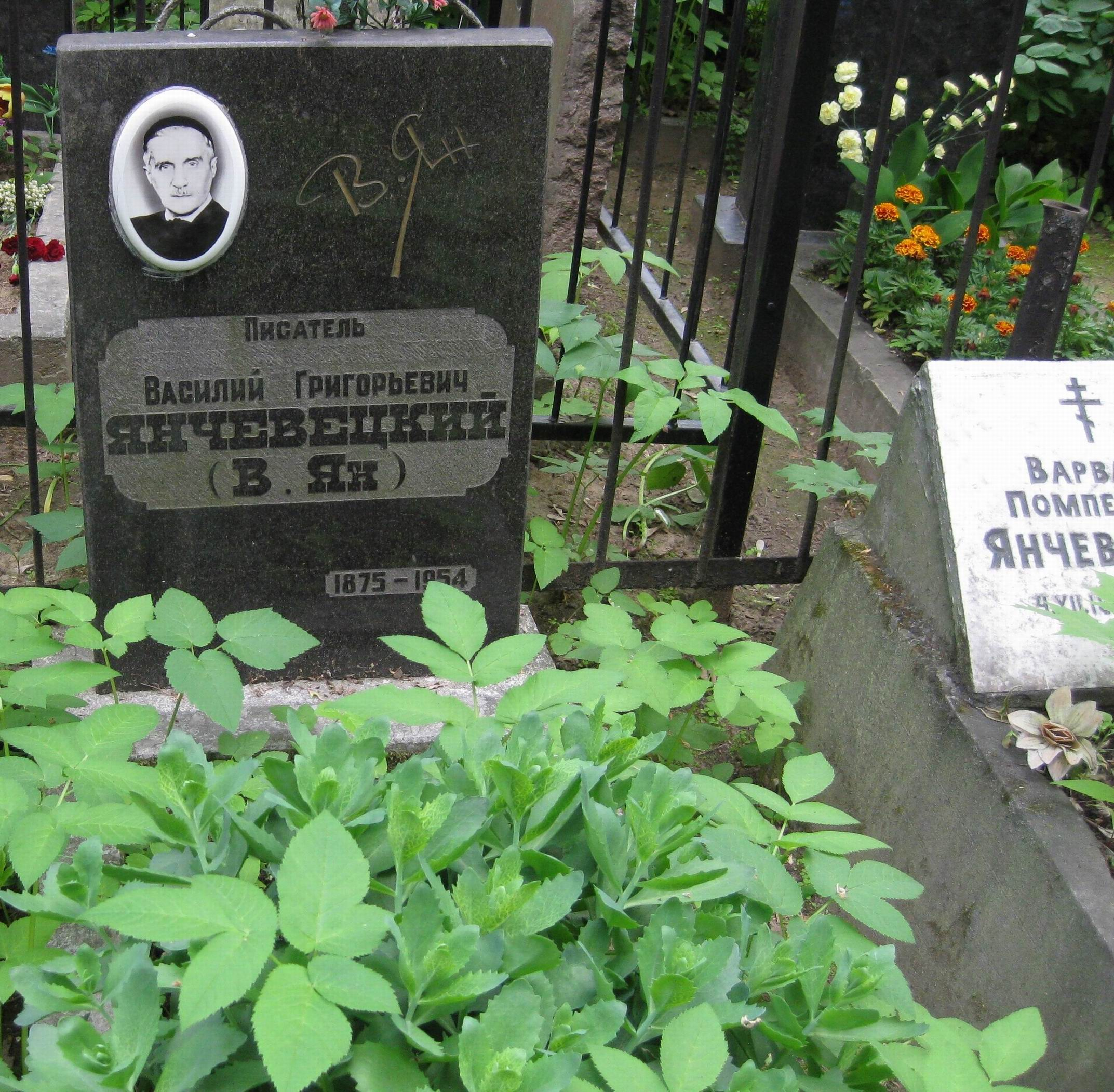
Могила Василия Яна на Ваганьковском кладбище. Рядом — надгробие его матери

Гослитиздат выпустил в свет «К „Последнему морю“» в 1955 году, уже после кончины В. Яна. Главным пропагандистом литературного наследия своего отца сделался М. В. Янчевецкий. Ещё в 1950-е годы существовал проект издания собрания сочинений писателя (анонсированный газетой «Советская культура» 26 октября 1954 года), но он на долгие годы оставался нереализованным. Только в 1989 году по жанрово-тематическому принципу был скомпонован четырёхтомник, включавший, преимущественно, историческую прозу, корпус рассказов и некоторые публицистические и мемуарные фрагменты. М. В. Янчевецкий в 1959 и 1969 годах также опубликовал повесть «Огни на курганах» в переработанном самим В. Яном виде.
В январе 1975 года усилиями М. В. Янчевецкого и Н. Т. Федоренко (возглавившего Комиссию по литературному наследию писателя) было отпраздновано 100-летие В. Яна, что сопровождалось торжественными собраниями и мероприятиями по увековечиванию имени писателя. В большом зале Дома Союза писателей в Москве чествование прошло 17 января, основной доклад прочитала З. С. Кедрина — первый критик, которая поддержала немолодого начинающего писателя за 36 лет до того. Торжества прошли и в Доме детской книги; в Ленинграде они были сосредоточены в 321-й школе, некогда бывшей Первой Петербургской гимназией; в Киеве — в стенах университета и Киево-Печерской лавры.
В 1960 году Лев Разгон опубликовал первую творческую биографию В. Яна, переизданную в 1969 году, а в 1970 году издательство «Прогресс» перевело «Чингиз-хана» на французский язык, и это издание получило некоторый резонанс и на Западе. В 1977 году Михаил Янчевецкий опубликовал биографию своего отца, — «настолько откровенную, насколько позволяло время». Журналист Иван Валерьевич Просветов (шеф-редактор спецпроектов Forbes и экс-заместитель главного редактора) в 2016 году осуществил электронное издание «документального романа» «10 жизней Василия Яна», напечатанного в 2017 году «Центрполиграфом». В этом варианте биографии были описаны жизненные эпизоды В. Яна, которые не могли быть обнародованы до 2000-х годов.
Наиболее полная библиография В. Яна (в том числе дореволюционного периода, но не учитывая публикации 1917—1921 годов) была выпущена в 1969 году в серии «Русские советские писатели» (том VI, часть 2). Комиссия по изучению литературного наследия В. Яна резюмировала, что он написал 17 романов и повестей, 40 рассказов, 32 пьесы, 13 сценариев и либретто. По состоянию на 1 января 1975 года сочинения писателя издавались 250 раз на 38 языках в 22 странах, в том числе в СССР — 140 раз. Романы «Чингиз-хан» и «Батый» переиздавались, соответственно, 76 и 52 раза. При подготовке собрания сочинений выяснилось, что «Финикийский корабль» переиздавался в СССР 12 раз, «Огни на курганах» — 17 раз (и 23 — за рубежом); «Чингиз-хан» выдержал 120 изданий в СССР, и был переведён на 50 языков; «Батый» издавался 90 раз, а «Юность полководца» — 25 раз, тогда как «К „Последнему морю“» — выдержало свыше 30 изданий в СССР и 20 зарубежных.

### Архив
Архив писателя, хранящийся в РГАЛИ, был невелик и неупорядочен. В 1969 году он стал предметом специального исследования Ю. Красноглядовой. Упрощённо, 50 архивных папок можно разделить на три равных по объёму части. Дневники, наброски и заметки занимали 17 папок. Примерно такой же объём занимают материалы раннего периода творчества, включая подготовительные материалы для журнала «Ученик» за 1910—1914 годы, а также рукописные «Письма ученикам из Турции» с иллюстрациями автора. К революционным годам, проведённым в Туве и Сибири, относились рукописи пьес, иногда снабжённых музыкальными партитурами. Существенную долю архива составляли рукописи и материалы исторических повестей. Рукописи «Финикийского корабля» и «Батыя» оказались утрачены. Всего фонд насчитывает 457 единиц хранения.

### Памятные места и объекты, названные в честь писателя
Ещё в 1975 году было принято решение об увековечивании имени писателя. В честь Василия Яна названы улица и библиотека в Киеве, улицы в Минусинске и тувинском селе Уюк. В 1976 году имя «Василий Ян» получил сухогруз проекта 1572 (тип «Кишинёв»), построенный на Окской судоверфи в Навашино для Азовского морского пароходства. В 1978 году судно было передано в Северо-восточное управление морского флота (СВУМФ) во Владивосток. Направленный в 2008 году на ремонт в Шанхай, «Василий Ян» был арестован за долги, и в следующем году продан на металлолом. В 1998 году здание бывшей школы в Уюке, где некогда работал Василий Янчевецкий, было разобрано на дрова; организовать там музей не удалось.
На доме 53 по Набережной реки Фонтанки Санкт-Петербурга в 1990 году была установлена мемориальная доска (архитектор Т. Н. Милорадович) с текстом: «В этом доме с 1909 года по 1912 год жил и работал писатель Василий Григорьевич Ян». В Звенигороде, на стене дома 29 по улице Чехова, установлена памятная плита с текстом: «В этом доме жил и работал над романом „К последнему морю“ и умер известный советский писатель Василий Григорьевич Ян/Янчевецкий/ 1874—1954». По состоянию на 2016 год деревянный дом был целиком обшит сайдингом.

### Филателия
25 октября 1974 года в СССР тиражом 3 млн экземпляров был выпущен художественный маркированный конверт в честь писателя с его портретом и годами жизни, работы художника А. Яр-Кравченко.

## Первоиздания и собрания сочинений
- Янчевецкий Вас. О, что ты жизнь? // Литературный сборник произведений студентов Имп. С.-Петербургского университета : Под ред. [и с предисл.] Д. В. Григоровича, А. Н. Майкова и Я. П. Полонского. — СПб. : В пользу Общества вспомощенствования студентам Имп. СПб. ун-та, 1896. — С. 421. — XXIV, 431 с.
- Янчевецкий В. Записки пешехода. — Ревель : тип. газ. «Рев. изв.», 1901. — 191 с.
- Янчевецкий Вас. Воспитание сверхчеловека. — СПб. : тип. газ. «Россия», 1908. — 133 с.
- Янчевецкий В. Г. Что нужно сделать для петербургских детей. — СПб. : тип. Спб. градоначальства, 1911. — 16 с.
- Ян В. Финикийский корабль: Историч. повесть / Рис. В. Г. Бехтеева. — М. : Молодая гвардия, (тип. «Красный пролетарий»), 1931. — 182 с.
- Ян В. Огни на курганах : Историч. повесть / Рис. В. Г. Бехтеева. — М. : Молодая гвардия, (тип. «Красный пролетарий»), 1932. — 304 с.
- Ян В. Спартак. Историческая повесть / Рисунки П. Алякринского. — М. : ОГИЗ, Молодая гвардия, 1933. — 84 с.
- Ян В. Молотобойцы. Историческая повесть / Рисунки и переплет Вышеславцева Н. Н. — М. : Молодая гвардия, 1933. — 128 с.
- Ян В. Роберт Фультон / С рис. М. Стрендж. — М.—Л. : Госстройиздат, 1934. — 89 с. — (Юношеская научно-техническая библиотека. Серия биографий).
- Ян В. Чингиз-хан: повесть из жизни старой Азии (XIII век). — М. : Художественная литература, 1939. — 346 с.
- Ян В. Нашествие Батыя : Повесть / Перераб. автором для детей / Рис. В. Бехтеева. — М.—Л. : Детиздат, 1941. — 256 с.
- Ян В. Батый: Ист. повесть (XIII век) / Предисл. С. Бахрушина. — М. : Гослитиздат, 1942. — 432 с.
- Ян В. Никита и Микитка: Ист. рассказ : [Для мл. возраста] / Илл. А. Алейников. — М.—Л. : Детгиз, 1951. — 56 с.
- Ян В. Юность полководца: Ист. повесть из жизни Александра Невского: [Для сред. возраста] / Рисунки А. Самохвалова. — М. : Детгиз, 1952. — 224 с.
- Ян В. К «последнему морю». (Путь Батыя): Ист. повесть (XIII в.). — М. : Гослитиздат, 1955. — 320 с.
- Ян В. Огни на курганах: Ист. повесть [об Александре Македонском] / [Послесл. проф. И. Н. Бороздина]; Рис. И. Архипова. — М. : Детгиз, 1959. — 327 с. — (Школьная б-ка. Для средней школы).
- Ян В. Загадка озера Кара-нор: Рассказы / Ил.: Г. А. Петров. — М. : Сов. писатель, 1961. — 190 с.
- Ян В. Путешествия в прошлое // Вопросы литературы. — 1965. — № 9. — С. 99—116.
- Ян Василий. Избранные произведения: В 2 т / Вступ. статья Л. Разгона; Худож. И. Спасский. — М. : Худож. лит., 1979. — Т. 1: Чингисхан ; Батый : [романы]. — 783 с.
- Ян Василий. Избранные произведения: В 2 т / Вступ. статья Л. Разгона; Худож. И. Спасский. — М. : Худож. лит., 1979. — Т. 2: К последнему морю: [роман]. Юность полководца: [повесть]. — 516 с.
  - В 1992 году издательство «Транспорт» выпустило это же собрание избранных произведений с предисловием Л. Разгона в трёх томах (ISBN 5-277-01611-2, 5-277-01612-0, 5-277-01613-9).
- Ян В. Огни на курганах: Ист. повести. Рассказы. Путевые заметки / Предисл. И. И. Минца; Послесл. и коммент. М. В. Янчевецкого; Ил. авт. — М. : Сов. писатель, 1985. — 703 с.
- Ян В. На крыльях мужества : Ист. повести. Рассказы. Путевые заметки / Сост. и послесл. М. В. Янчевецкого; Вступ. ст. И. И. Минца; Иллюстрации П. Л. Парамонова. — М. : Правда, 1988. — 494 с.
- Ян В. Собрание сочинений : В 4 т. / Под ред. пред. Комиссии по литературному наследию В. Яна Н. Т. Федоренко; сост. М. В. Янчевецкого. — М. : Правда, 1989. — Т. 1: Финикийский корабль: [исторические повести, рассказы] / Вступ. ст. В. Д. Оскоцкого, посл. А. И. Немировского. — 560 с. — (Библиотека «Огонёк»).
- Ян В. Собрание сочинений : В 4 т. / Под ред. пред. Комиссии по литературному наследию В. Яна Н. Т. Федоренко; сост. М. В. Янчевецкого. — М. : Правда, 1989. — Т. 2: Чингиз-хан; Батый / [Послесл. И. Б. Грекова]. — 540 с. — (Библиотека «Огонёк»).
- Ян В. Собрание сочинений : В 4 т. / Под ред. пред. Комиссии по литературному наследию В. Яна Н. Т. Федоренко; сост. М. В. Янчевецкого. — М. : Правда, 1989. — Т. 3: Батый; К «последнему морю»; рассказы / [Послесл. М. В. Янчевецкого]. — 528 с. — (Библиотека «Огонёк»).
- Ян В. Собрание сочинений : В 4 т. / Под ред. пред. Комиссии по литературному наследию В. Яна Н. Т. Федоренко; сост. М. В. Янчевецкого. — М. : Правда, 1989. — Т. 4: Юность полководца; Молотобойцы; Рассказы; Записки пешехода; Голубые дали Азии: Записки всадника / [Послесл. М. В. Янчевецкого]. — 576 с. — (Библиотека «Огонёк»).
  - Пятитомное собрание сочинений В. Яна в том же составе выпускалось издательством «Терра» в 1997—1998 и 2008 годах[Прим. 9].
- Ян В. Полное собрание исторических романов и повестей в одном томе. — М. : Альфа-книга, 2019. — 1196 с. — (Полное собрание в одном томе). — ISBN 978-5-9922-2585-3.

### Комментарии
1. ↑  Варвара Помпеевна Магеровская; родилась 4 (16) декабря 1851 года, скончалась 7 февраля 1933 года. Её мать, урождённая Бабанина, приходилась тёткой Марии Башкирцевой[4].
2. ↑  Судя по журналу третьего класса, у Василия по 13 предметам был средний балл 4,3 — второе место среди 28 учеников. За всё время учения он не получил ни единой «двойки», однако ему тяжело давались география, французский и латинский языки[4].
3. ↑  Лев Разгон даже категорически утверждал, что после этого Янчевецкий навсегда расстался с поэзией[20]. Однако, по свидетельству сына — М. В. Янчевецкого — В. Ян до преклонных лет создавал сонеты, эпиграммы, лирические стихи; написал несколько пьес в стихах, но так ничего из этого и не опубликовал[21]. Из библиографии В. Яна следует, что он публиковал поэтические тексты в разных периодических изданиях с 1893 по 1923 годы, но никогда не пытался издавать их отдельным сборником[22].
4. ↑  Евгений Иванович Ветнек (латыш. Eižens Vietnieks, 1870—1923) — латышский антиковед. Служил учителем классических языков и немецкого языка в гимназиях Ревеля, Одессы и Севастополя, надворный советник. Директором 1-й Петербургской гимназии состоял в 1908—1918 годах. После создания независимой Латвии репатриировался, в 1922—1923 годах возглавлял учительскую семинарию в Даугавпилсе[51].
5. ↑  Ольга Петровна Янчевецкая в 1920 году эвакуировалась из Крыма в Стамбул, а оттуда перебралась в Загреб и получила ангажемент в Белграде. После войны она получила известность как исполнительница романсов. Она считала Василия и Михаила Янчевецких давно погибшими, но в 1940-е годы приобрела издание «Чингиз-хана» с краткой биографией автора. Попытка наладить переписку через родственников из Белоруссии провалилась из-за советско-югославского разрыва[81]. С сыном О. Янчевецкая смогла увидеться только во время посещения СССР в 1970 году[82].
6. ↑  Согласно А. Немировскому, семантика псевдонима «В. Ян», которым писатель пользовался до конца жизни, весьма неоднозначна. С одной стороны, это механическое отсечение первых букв длинной фамилии «Янчевецкий». Однако, двухбуквенная фамилия создавала ассоциации и с Яном Амосом Коменским, трактат которого Janua linguarum reserata[англ.] некогда переводил и издавал его отец, и вообще с понятием лат. janua, которое также глубоко чувствовал В. Г. Янчевецкий. Janua — это дверь в жилой дом (в отличие от храмовых врат), которая отворяется вовнутрь, а не наружу[104]. Иными словами, имя внутренне могло символизировать вхождение в литературу и претензии на то, чтобы стать советским классиком[105].
7. ↑  Одно из прозвищ, которыми В. Янчевецкий наделял себя в дневниковых записях. В середине 1930-х годов это был герой повести «Финикийский корабль» Софер-Рафа[234].
8. ↑  На обложке поставлена дата «1970», на титульном листе и в выходных данных — 1969-й.
9. ↑  В 2011 году «Ленинградское издательство» выпустило под именем В. Яна книгу «Поход Ермака» (ISBN 978-5-9942-0830-4). На самом деле это была публикация романа Лидии Чарской «Грозная дружина», выпускавшегося в её собраниях сочинений в 2006 и 2008 годах[265]. В русскоязычном сегменте интернета постоянно встречаются ссылки на «Поход Ермака» как на реальное произведение Василия Яна.

### Словарно-энциклопедические издания
- Берман Д. А. (сост.). Ян Василий Григорьевич // Русские советские писатели-прозаики: биобиблиографический указатель : [в 7 т.] : М-во культуры РСФСР. Гос. Публичная б-ка им. М. Е. Салтыкова-Щедрина / Редактор тома В. В. Серебрякова. — М. : Книга, 1969. — Т. 6, часть вторая: Чаковский — Ян. — С. 348—362. — 416 с.
- Казак В. Ян // Лексикон русской литературы XX века = Lexikon der russischen Literatur ab 1917 / [пер. с нем.]. — М. : РИК «Культура», 1996. — С. 491. — XVIII, 492, [1] с. — 5000 экз. — ISBN 5-8334-0019-8.
- Кондаков И. В. Ян Василий Григорьевич // Русские писатели 20 века: Биографический словарь / Гл. ред. и сост. П. А. Николаев. — М. : Большая Российская энциклопедия; Рандеву — А. М., 2000. — С. 800—802. — ISBN 5-85279-289-7.
- Никольская Т. Л., Чертков Л. Н. Ян В. // Краткая литературная энциклопедия / Гл. ред. А. А. Сурков. — М. : Сов. энцикл., 1975. — Т. 8: Флобер — Яшпал. — Стб. 1087—1088.
- Филатова А. Ян Василий Григорьевич // Святая Русь. Большая энциклопедия русского народа. Русская литература / Гл. редактор и составитель О. А. Платонов. — М. : Институт русской цивилизации, 2004. — С. 1099—1100. — 1104 с. — ISBN 5-902725-01-1.
- Ян В. // Большая советская энциклопедия / Гл. ред. Б. А. Введенский. — Второе изд. — М. : Гос. науч. издат. «Большая сов. энциклопедия», 1957. — Т. 49: Элоквенция — Яя. — С. 563.
- Ян // Большая советская энциклопедия / Гл. ред. А. М. Прохоров. — Изд. 3-е. — М. : Сов. энцикл., 1978. — Т. 30: Экслибрис — Яя. — С. 508. — Стб. 1511.

### Статьи и монографии
- Александрова Л. П. Советский исторический роман (типология и поэтика). — Киев : Вища школа, 1987. — 160 с.
- Баскаков Е. Н. Средняя Азия в жизни Василия Григорьевича Янчевецкого // Форум молодых учёных. — 2019. — № 10 (38). — С. 76—79. — ISSN 2500-4050.
- Быков Д. Л. Василий Ян // Портретная галерея // Дилетант. — 2021. — № 2.
- Козлов Д. В. Историческая проза в контексте советской эпохи (послевоенный советский исторический роман): учеб. пособие. — Иркутск : Изд-во ИГУ, 2013. — 98 p. — ISBN 978-5-9624-0980-1.
- Красноглядова Ю. Архив В. Яна // Вопросы литературы. — 1969. — № 3. — С. 252—253.
- Лобанова Т. Посвящается Василию Яну // Вопросы литературы. — 1970. — № 10. — С. 218—219.
- Лобанова Т. К. Исторические романы Василия Яна : АН Узб. ССР, Ин-т языка и литературы им. А. С. Пушкина. — М. : Наука, 1979. — 191 с.
- Логинов С. П. Скаутинг как молодежное движение добровольцев: История и современность // Научный вестник Крыма. — 2018. — № 6 (17). — С. 1—6. — ISSN 2499-9911.
- Маскевич Е. Д. Возникновение и развитие скаутского движения в Петербурге в начале XX в. // Вестник Брянского государственного университета. — 2017. — № 4 (34). — С. 84—93. — ISSN 2072-2087.
- Оскоцкий В. Д. Роман и история (Традиции и новаторство советского исторического романа). — М. : Художественная литература, 1980. — 384 с.
- Пашуто В. Т. Средневековая Русь в советской художественной литературе // История СССР. — 1963. — № 1. — С. 83—118.
- Петров С. М. Русский советский исторический роман. — М. : Современник, 1980. — 413 с.
- Потёмкина С. Б. «Спартак»: у истоков создания либретто // Театр, живопись, кино, музыка. Ежеквартальный альманах ГИТИС. — 2009. — № 3. — С. 154—165.
- Просветов И. В. Десять жизней Василия Яна: белогвардеец, которого наградил Сталин. — М. : Центрполиграф, 2017. — 287 с. — ISBN 978-5-227-07500-0.
- Разгон Л. Э. В. Ян: Критико-биографический очерк. — М. : Советский писатель, 1969. — 181 с.
- Третьякова Е. Путь писателя-историка // Вопросы литературы. — 1980. — № 6. — С. 243—247.
- Янчевецкий М. Новое о творчестве В. Яна // Вопросы литературы. — 1972. — № 1. — С. 222—224.
- Янчевецкий М. В. О новых изданиях и литературном наследии В. Яна // Русская литература. — 1972. — № 2. — С. 190—191.
- Янчевецкий М. В. Писатель-историк В. Ян. Очерк творчества. — М. : Детская литература, 1977. — 192 с.
- Янчевецкий М. В. В. Ян и Средняя Азия: Послесловие и комментарии // В. Ян. Огни на курганах: Повести, рассказы. — М. : Советский писатель, 1985. — С. 677—702. — 704 с.
- Янчевецкий М. В. Моя родня — петербуржцы // История Петербурга. — 2002. — № 6 (10). — С. 87—88. — ISSN 2658-6614.
- Ungurianu D. Plotting history : the Russian historical novel in the Imperial Age. — Madison, L. : The University of Wisconsin Press, 2007. — 335 p. — ISBN 0-299-22500-3.

### Прочее
- Верещагина Т. Михаил Янчевецкий: я сделал в жизни главное — выполнил свой сыновний долг. Центр Азии. №18 (27 апреля—3 мая 2001). ООО Редакция газеты «Центр Азии» (27 апреля 2001). Дата обращения: 4 января 2020. Архивировано 23 декабря 2019 года.
- Володкович А. Трое Ивановых — три судьбы. Материалы третьей научной конференции преподавателей и студентов 14-15 марта 2002 г. «Наука. Университет 2002». Новосибирск, Новый сибирский университет, 2002. С. 96-99. Электронная библиотека Marco Binetti. Дата обращения: 22 декабря 2019. Архивировано 22 декабря 2019 года.
- Кальд А. Писатель В. Ян и Ревель. О семье Василия Григорьевича Янчевецкого. «Балтика»: международный журнал русских литераторов. № 4 (3/2005). Дата обращения: 22 декабря 2019. Архивировано 17 июля 2019 года.
- Полчанинов Р. О Василии Янчевецком. Журнал скаутских руководителей «Опыт» № 96. Центральный сайт скаутов-разведчиков России. The Guides and Scouts of Russia (1995). Дата обращения: 14 января 2020. Архивировано 14 января 2020 года.
- Устименко А. Дервиш, делающий чудеса. Василий Ян. № 3(15) 2009. Иные берега: Журнал о русской культуре за рубежом. Дата обращения: 22 декабря 2019. Архивировано 22 декабря 2019 года.
- Чакиров А. Выпрямление имен. Глава 11. Проза.ру. Дата обращения: 14 января 2020. Архивировано 14 января 2020 года.
- Ян Василий Григорьевич. Минусинский период в жизни и творчестве писателей, публицистов, известных людей России. Минусинская городская централизованная библиотечная система (2015). Дата обращения: 23 декабря 2019. Архивировано 23 декабря 2019 года.
- Янчевецкий М. В. «Начальник колчаковского штаба бросил моему отцу из окна вагона саквояж, полный денег»: Воспоминания о писателе Яне. ГАЗЕТА.GZT.RU (3 апреля 2003). Дата обращения: 22 декабря 2019. Архивировано 30 сентября 2007 года.